# Akhal-Teké
Vous lisez un « bon article » labellisé en 2021.
L’Akhal-Teké (en turkmène : turkmen at, « cheval turkmène » ; en russe : Ахалтекинская лошадь) est une race de chevaux originaire d'Asie centrale. Traditionnellement élevé par la tribu des Tékés, il doit son nom à la vallée de l'Ahal. Son berceau se situe dans le Sud du Turkménistan et le Nord de l'Iran actuels.
Très rapide, l'Akhal-Teké est aussi réputé pour son endurance et sa sobriété. Doté d'une morphologie fine, sèche et souple, il est reconnaissable à sa robe aux reflets métalliques, qui a suscité une longue fascination dans le monde occidental. Cheval apte aux parcours d'endurance et de randonnée au long cours, il est aussi le détenteur d'un record olympique en dressage, à travers son représentant Absinthe, monté par le cavalier soviétique Sergueï Filatov. La race a failli disparaître dans les années 1950 à l'ère soviétique, en raison de la lutte contre le nomadisme et du développement de la motorisation. Bien qu'il reste une race à faibles effectifs, l'Akhal-Teké est désormais aussi élevé au Kazakhstan, en Russie, ainsi que dans des pays occidentaux dont l'Allemagne, la Suisse, les États-Unis et la France.
Cette race est devenue l'emblème du Turkménistan, particulièrement depuis la dislocation de l'URSS. Elle s'y confond avec l'identité nationale et le culte présidentiel. Les présidents du Turkménistan Saparmyrat Nyýazow et Gurbanguly Berdimuhamedow, dont les statues équestres respectives les figurent à dos de « cheval turkmène », ont consacré des écrits à cette race, notamment mentionnée dans le Ruhnama.

## Dénomination

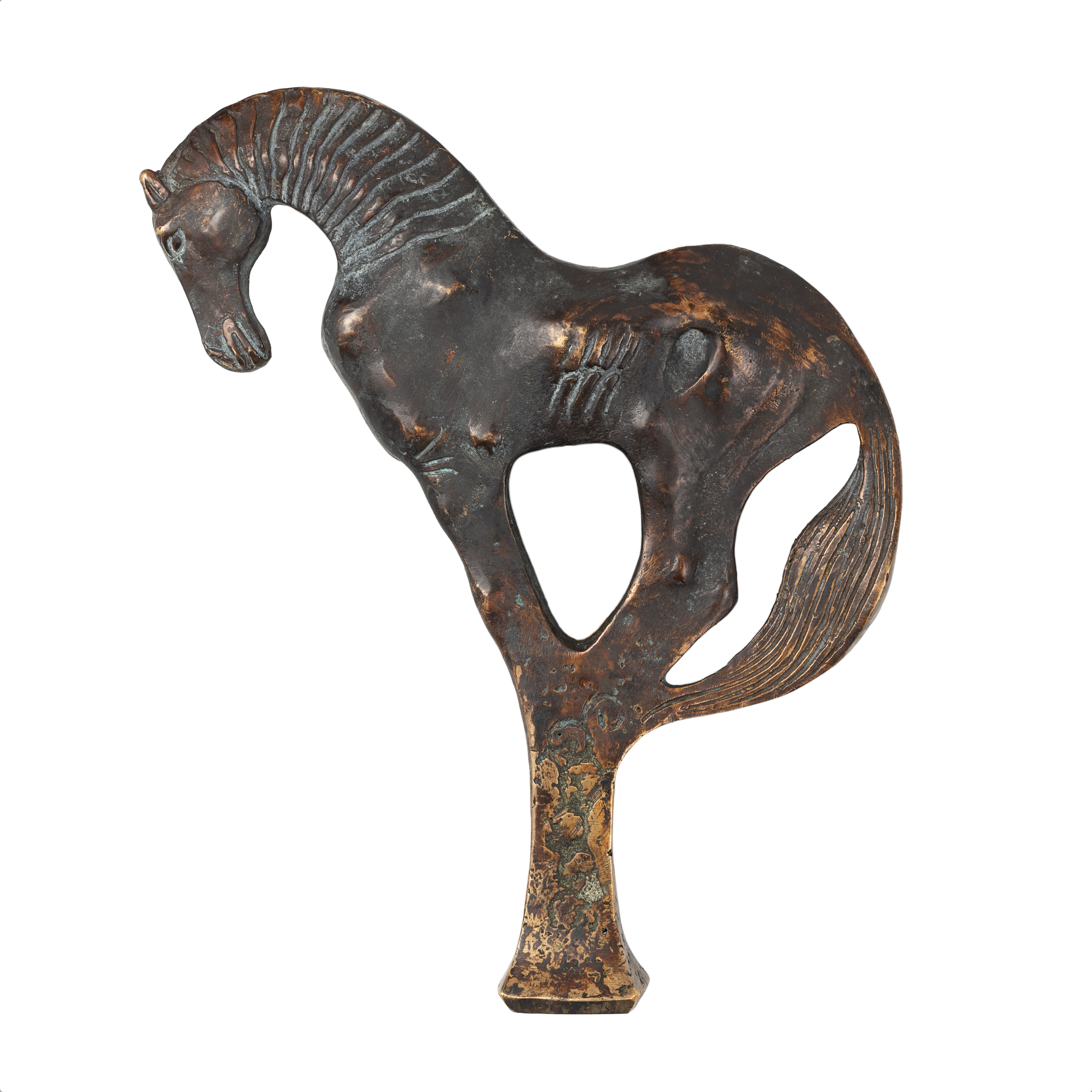
Bronze d'un « cheval céleste » retrouvé au Nord de la Chine, dynastie Han, IVe siècle-

Comme le souligne l'ethnologue française Carole Ferret, les noms attribués aux races ou lignées de chevaux d'Asie centrale sont souvent associés à ceux des ethnies humaines qui les élèvent par les observateurs extérieurs. Les Turkmènes distinguent leurs chevaux par leurs usages : le džins-at est le cheval le plus fin et délicat, caractérisé par son attachement indéfectible envers son maître. Dans les sources écrites européennes, tous les chevaux des Turkmènes sont indistinctement nommés « Turcomans », indépendamment de l'ethnie qui les élève. Jusqu'à la fin du XIXe siècle, les chevaux turkmènes exportés en Russie sont connus sous ce nom. De tous ces chevaux dits « Turcomans », ceux de la tribu des Tékés sont les plus réputés, ce qui entraîne une tendance au remplacement du nom de « Turcoman » par celui de « Téké ». Les Tékés finissent par s'établir dans la vallée de l'Ahal, ce qui impose peu à peu la désignation des chevaux par la combinaison du nom de la tribu et du nom du lieu.
Il existe des variantes orthographiques du nom de cette race de chevaux en français. Le dictionnaire de Véronique Pidancet-Barrière, aux éditions Belin, Les mots du cheval, l'orthographie par une combinaison de deux noms propres, « Akhal-Teké », de même que l'autrice tchèque Helena Kholová. Le Dictionnaire encyclopédique du cheval de Jean-François Ballereau (Belin, 2010) et Races équines de France par Lætitia Bataille et Amélie Tsaag Valren (éditions de La France Agricole, 2017) écrivent « Akhal-Téké ». La traduction française de l′Encyclopédie mondiale des chevaux de l'auteur italien Gianni Ravazzi orthographie « Akhal-téké ». Carole Ferret l'orthographie avec des minuscules, « akhal-téké », de même que le guide Delachaux. La graphie Akhal-Teke, sans accent, correspond à la transcription anglaise. La seule graphie juste, en principe, fait appel aux lettres initiales en majuscules, puisqu'il s'agit d'une combinaison de deux noms propres. Les formes « Achal-Teké », « Ahal-Teke » et « Akhal-Tekin » sont répertoriées dans certaines sources, mais elles sont considérées comme fautives.
Le nom d'Akhal-Teké (et ses variantes orthographiques) est désormais utilisé partout dans le monde pour désigner cette race de chevaux, sauf en Iran, où ces chevaux sont toujours dénommés « Turcomans », et au Turkménistan. D'après Ferret, le nationalisme y entraîne la promulgation du nom de « cheval turkmène » (en turkmène : turkmen at). Elle l'analyse comme une volonté de ne pas donner d'appartenance tribale à cette race : « Emblème de l’identité nationale, ce cheval doit être celui de tous les Turkmènes ». Ces chevaux sont parfois nommés « Turcs ».
La race peut aussi être nommée « Pur-sang Akhal-Teké » ou « Akhal-Teké de Pur Sang », notamment pour la distinguer du registre du Demi-sang Akhal-Teké. D'après Ferret, cette question de la pureté de la race Akhal-Teké est très sensible, sur fond de rivalité entre le Turkménistan et la Russie.

## Histoire

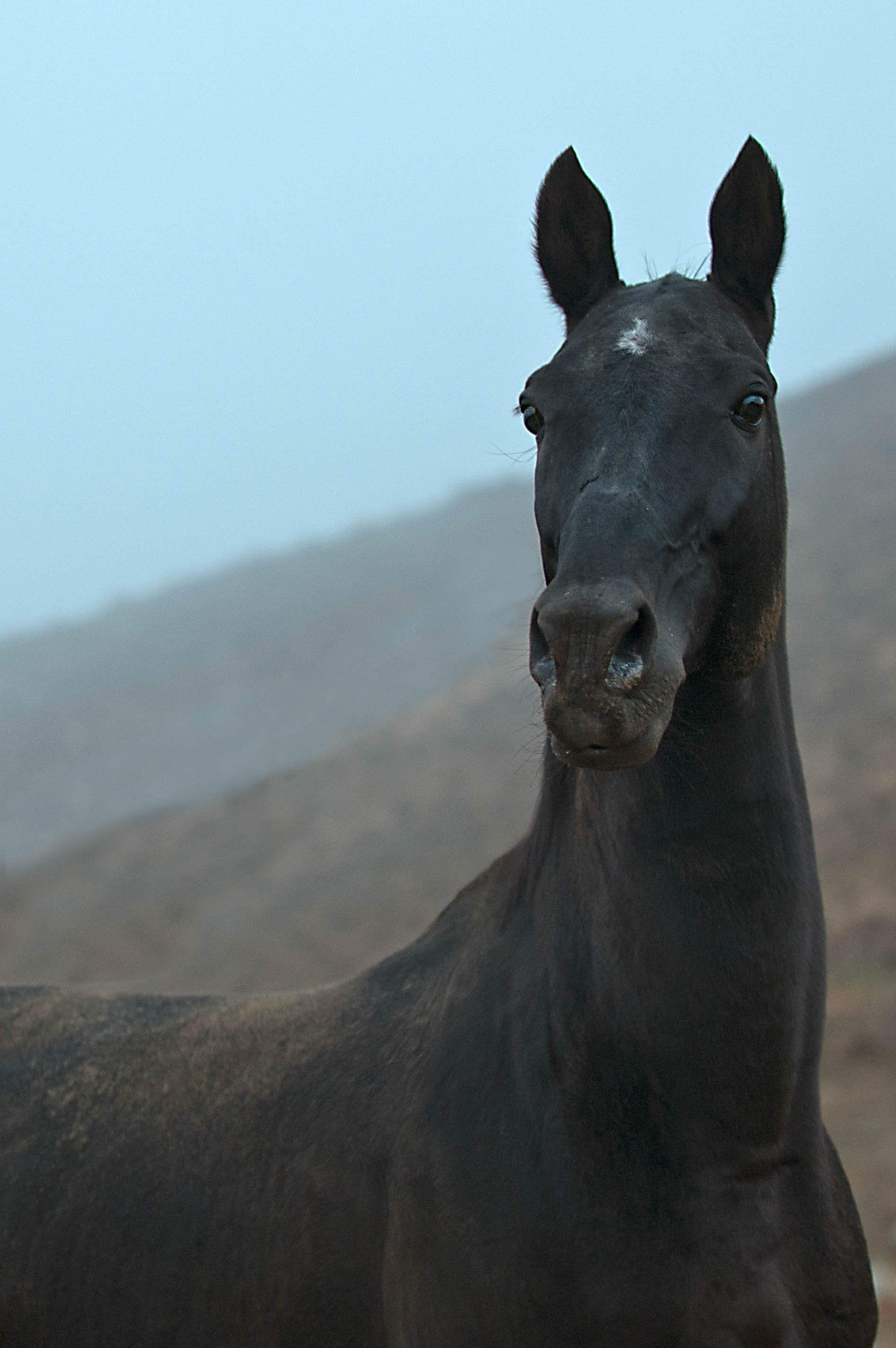
Akhal-Teké noir dans les montagnes, dans un élevage du Turkménistan.

Carole Ferret distingue deux grands types de chevaux en Asie centrale : le cheval des steppes, petit et doté d'un pelage épais ; le cheval du désert, longiligne et racé. Le cheval du désert est nettement plus rare et onéreux que le cheval des steppes, ce qui explique que des soins attentifs lui soient prodigués.
Depuis l'époque d'Ivan le Terrible, une forme d'admiration, voire de culte, a toujours existé autour des chevaux du type de l'Akhal-Teké :

« Et puis à part, en dehors, au-dessus, il y a l'akhal-téké. Un animal fabuleux, magique, céleste, hors espèces vulgaires, hors normes chevalines — bien que ce soit tout de même un cheval »

— Jean-Louis Gouraud, Le tour du monde en 80 chevaux
Comme l'Arabe, l'Akhal-Teké est une race d'origine ancienne mentionnée de longue date. La documentation à son sujet est particulièrement abondante mais elle présente des failles importantes, notamment pour ce qui est de retracer son histoire et ses origines. D'après Ballereau, « de nombreuses légendes difficilement vérifiables courent à son sujet ».
Une dernière difficulté réside dans l'absence de caractérisation génétique des chevaux du Turkménistan, qui permettrait de pouvoir distinguer les Akhal-Teké d'éventuelles autres races.

### Origine

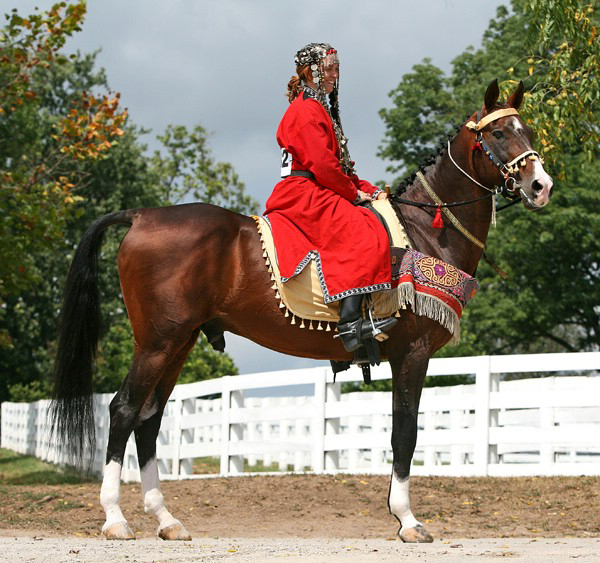
Étalon Akhal-Teke présenté en costume traditionnel.

Le berceau de la race Akhal-Teké se trouve dans les oasis du désert du Karakoum et les steppes des alentours d'Achgabat, au sud du Turkménistan et au Nord de l'Iran,. L'analyse génétique menée sur plusieurs milliers de sujets en 2019 confirme que la race est ancienne, d'autres travaux scientifiques attestant que l'Akhal-Teké constitue l'une des plus anciennes races de chevaux au monde. L'origine de tous les chevaux domestiques du monde a été établie dans la steppe pontique (d'après une vaste étude publiée dans Nature en 2021) vers 2000 ans av-J.C., ce qui invalide la thèse d'une origine plus ancienne.
Le voyageur Ibn Battûta souligne la présence de chevaux de qualité supérieure en Asie centrale. Le cheval dit « Turcoman » fait l'objet d'un commerce dans tout le Proche-Orient, en Russie, en Europe et en Inde.

#### Selon les sources turkmènes et russes
La tradition locale veut que ce cheval soit élevé depuis 3 000 ans au Turkménistan, notamment pour les courses,. Ses premières traces remonteraient à 500 ans av. J-C,. Si l'Akhal-Teké est continuellement présenté comme l'une des plus anciennes races de chevaux au monde,,, le nationalisme turkmène entraîne des revendications qui ne sont pas soutenues par l'archéologie. L'Akhal-Teké est parfois présenté comme vieux de 5 000 ans (comme les Turkmènes eux-mêmes), notamment dans le Ruhnama.
Une légende très populaire au Turkménistan voit dans l'Akhal-Teké le descendant des fameux chevaux de Ferghana, ou « chevaux célestes », appréciés des Chinois,. Des gravures rupestres de chevaux à Aravan, vieilles de 2 000 ans, sont décrites comme figurant des Akhal-Teké. Le voyageur et journaliste français Jean-Louis Gouraud, en se basant sur les représentations anciennes du cheval de Ferghana, estime le lien entre ces deux races de chevaux peu crédible, en particulier en raison du modèle des chevaux de Ferghana représentés dans les peintures de Giuseppe Castiglione.
L'Akhal-Teké est souvent cité comme un descendant direct du cheval Turcoman. Au XVIe siècle, il est exporté vers la Russie sous le nom d'« Argamak ».
En 1956, G. Nečiporenko voit dans l'Akhal-Teké le descendant des montures des Massagètes et des Parthes ; des vestiges archéologiques datés de l’époque des Scythes, découverts dans les tombeaux des montagnes de l’Altaï, sont aussi cités comme ancêtres de cette race. Alexander Klimuk, ancien directeur du Haras de Stavropol en Russie, estime que l'Akhal-Teké a conservé sa « pureté » génétique durant des siècles, car les croisements n'auraient pas apporté à cette race du désert des qualités profitables.

#### Selon les sources occidentales
La littérature hippologique occidentale accorde plutôt la revendication d'ancienneté à la race Arabe, si bien que la majorité des sources du XIXe siècle affirment que l'Akhal-Teké descendrait de l'Arabe. Le zootechnicien soviétique K. Gorelov explique l'origine des races Akhal-Teké et Jomud par le fait qu'un membre de la tribu des Jomud et un membre de la tribu des Teké auraient dérobé chacun un cheval arabe, et que le premier aurait obtenu un cheval aux plus longues jambes et à l'encolure plus fine. Le journaliste équestre autrichien Martin Haller décrit des croisements pratiqués avec l'Arabe sous Tamerlan. Pour Bonnie Lou Hendricks (université de l'Oklahoma), la race a réellement pris forme au VIIIe siècle.
Le zootechnicien soviétique V. O. Vitt, en se basant sur les sources hippologiques publiées en occident entre les XVe siècle et XVIIIe siècle, note que ces sources ne mentionnent pas le « cheval arabe », mais louent les qualités du « cheval turc », et qu'aux siècles suivants, des chevaux turcs ont été qualifiés à tort d'arabes. La Royal Geographical Society décrit en 1891 l'Akhal-Teké comme le meilleur des chevaux Turcomans.
Carole Ferret souligne la versatilité des sources hippologiques, qui attribuent des origines « nobles » aux races de chevaux en fonction des modes de leur époque.
Ebhardt inclut l'Akhal-Teké au groupe équin III de son classement en quatre groupes.
La docteure en études grecques et romaines Carolyn Willekes cite l'Akhal-Teké comme le descendant direct des chevaux touraniens et Turkoman.

### Élevage traditionnel

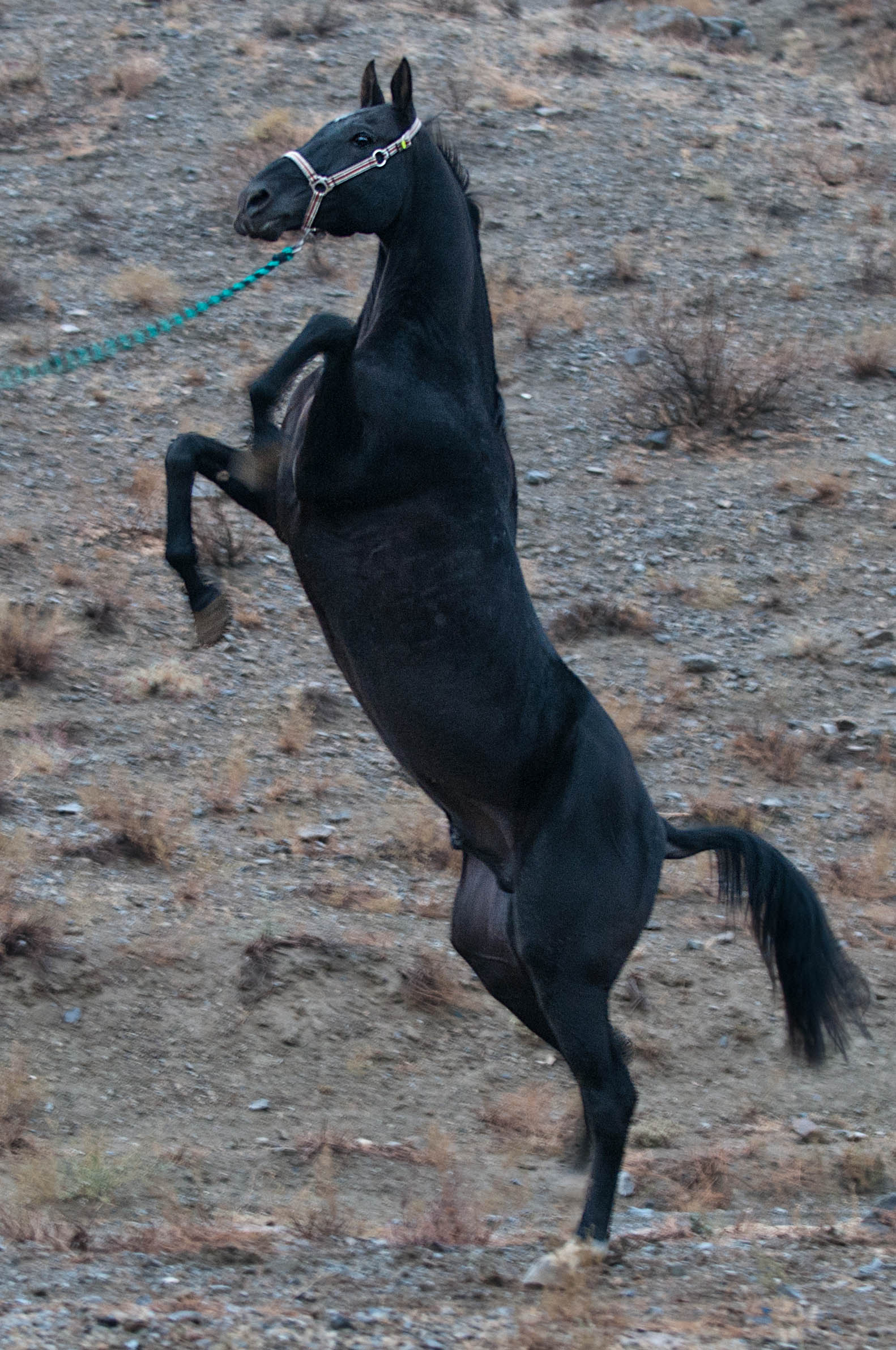
Démonstration de dressage d'un Akhal-Teké dans la province d'Ahal, au Turkménistan.

Dans le désert, l'amplitude thermique peut atteindre 80° sur une année, avec des journées très chaudes suivies de nuits très froides. La race Akhal-Teké devient mince et solide, adaptée à ces rudes conditions,. Le voyageur et diplomate suisse Henri Moser (1899) estime que ces chevaux ont été sélectionnés grâce à l’alamane (razzia à main armée), qui exige d'eux endurance et vitesse. Carole Ferret souligne que le succès de ces raids de pillage dépend fortement des qualités des chevaux utilisés, mais aussi de leurs conditions de préparation, impliquant une technique dite d'« assèchement », qui consiste à priver le cheval d'aliments humides.
Le cheval peut accéder à la tente de son propriétaire nomade. Les méthodes de gestion des Turkmènes impliquent aussi de l'envelopper continuellement dans du feutre, été comme hiver, avec la tête qui dépasse, et de le garder attaché à des piquets. Henri Moser estime que cette habitude est à l'origine de la peau fine, du poil ras et des reflets dorés de la race, ainsi que de l'absence de crinière, en raison du frottement des couvertures. Le régime alimentaire des chevaux se compose de rations de luzerne séchée, d'orge et d'un peu de protéines animales, typiquement du gras de mouton,,. Les animaux sont nourris à la main par la famille de leur propriétaire. Les poulains sont sevrés très tôt, et entrainés dès vingt-et-un mois en vue des courses de yearlings.
Les Tékés font courir leurs chevaux sur de très courtes distances (sprint), traditionnellement lors des mariages, des naissances ou d'autres fêtes familiales, dans le cadre de duels sur quelques centaines de mètres, de façon répétée durant les célébrations. Ces qualités d'entraînement ont fait des cavaliers turkmènes des mercenaires appréciés, tout en donnant naissance à des récits selon lesquels leurs chevaux étaient dressés à mordre leurs ennemis pour les désarçonner.

### DuXIXesiècleà la Révolution russe

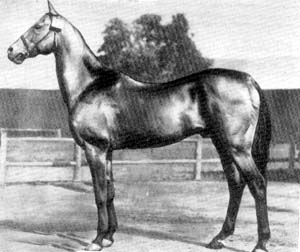
Le fameux étalon Mele Koush, né en 1909 en Russie.

Dans son récit paru en 1826, le consul de France à Tbilissi Jean-François Gamba fait l'éloge des chevaux élevés par les Tekés, et vus durant son voyage entre 1820 et 1824 : « Parmi les chevaux turcomans, ceux de la tribu de Teki tiennent le premier rang. Les seuls chevaux arabes de la tribu de Nedji leur sont supérieurs ».
À partir de la seconde moitié du XIXe siècle, la race manque de disparaître en raison de l'import de chevaux Pur-sang, qui croisés avec les chevaux turkmènes dans le but d'augmenter leurs performances, diluent la race. La fin des alamans (à partir des années 1860) est également citée, de même que le développement agricole qui entraîne une demande en chevaux de trait (alaša), les exportations incontrôlées, et les pertes de montures militaires consécutives aux guerres et à la colonisation russe. Cependant, les chevaux Akhal-Teké présentés aux expositions universelles de cette époque retiennent l'attention.

À la fin de ce siècle et au début du XXe siècle, dans le cadre de leur conquête de l'Asie centrale, les autorités russes entreprennent d'organiser et de développer l'élevage de l'Akhal-Teké, considéré comme une race précieuse. D'après Alexander Klimuk, le point de départ de cette re-valorisation est un article de V. Firsov, « Turkménistan et races de chevaux turkmènes », publié dans un magazine russe consacré à l'élevage des chevaux en 1895, à Saint-Pétersbourg. Cet article, qui suscite un développement de l'élevage de cette race par Browner, Kovalevskij, Afanasiev, Vitta, Lipping, Salikhov, Belonogov et d’autres éleveurs, fait que « peu à peu, en Union Soviétique, le fait que l'akhal-téké soit la plus ancienne race du monde devint un axiome. Malheureusement, leurs efforts se répandirent peu hors du bloc soviétique ». En 1898, une station de monte est fondée à Achgabat par le commandant des troupes de Transcapie, A. N. Kuropatkin.
D'après Ferret, le cheptel de chevaux des Turkmènes n'a jamais été quantitativement important, sans commune mesure tout du moins avec ceux des Kazakhs et des Mongols, puisqu'en 1910, le nombre de chevaux turkmènes de toutes races est estimé à 50 000 en Transcaspie et à Khiva.

### Durant la période soviétique
Les autorités soviétiques divisent artificiellement les chevaux turkmènes en deux races associées aux deux principales tribus du Turkménistan : le Jomud, élevé par la tribu du même nom ; et l'Akhal-Teké, élevé par les Tékés, rivaux des Jomud. L'antagonisme entre ces deux ethnies favorise la bipartition des races de chevaux. Un premier registre d'élevage est créé en 1917. L'Akhal-Teké attire une attention internationale croissante à cette époque. La toute première société d'intérêt voit le jour en Allemagne. En 1921, l'élevage se centre sur le versant nord des monts Kopet-Dag, dans les environs de la capitale turkmène Achgabat. Le registre généalogique définitif de la race est créé en 1932 par K. I. Gorelov, à la suite de la révolution de 1927-1928.
Pendant toute la période soviétique, l'Akhal-Teké est très peu exporté. Durant les années 1950, la politique agricole russe s'oriente vers la mécanisation et la productivité, et des abattages massifs de chevaux sont organisés,. Pour Carole Ferret, il est cependant peu probable que l'Akhal-Teké ait été massivement abattu, en raison de son type inadapté à la production de viande et de ses effectifs déjà faibles. Après la Seconde Guerre mondiale et le tremblement de terre de 1948, le haras et l'hippodrome d’Achgabat sont provisoirement fermés, mais en l'absence de données issues d'archives, rien n'indique une volonté soviétique d'éradiquer cette race.
Avec la fin du nomadisme, le cheval perd naturellement de son utilité, et son élevage devient inutilement coûteux. Selon l'association française de la race, de près de 20 000 sujets à la fin du XIXe siècle, on passe à un effectif d'environ 300 têtes au milieu du XXe siècle. D'après Carole Ferret, « l'opinion courante veut que l'akhal-téké ait été sauvé par une poignée d’enthousiastes », tels V. P. Šamborant (créateur d'un haras dans le Daghestan) ou M. D. Čerkezova (zootechnicienne soviétique arrivée à Achgabat en 1924, dont elle prend la tête de la station d’élevage), qui ont contourné une politique d'extermination concertée de la race. Elle met en doute l'existence d'une volonté soviétique unanime d'éradication de l'Akhal-Teké, dans la mesure où « si cette politique délétère avait été aussi unanime et cohérente qu’on l’affirme, il est probable qu’elle aurait abouti et que ce cheval aurait aujourd’hui disparu sans laisser de trace ». Le maréchal Semion Boudienny aurait nourri une détestation de cette race de chevaux en raison de son usage par les Basmatchis du Turkestan durant les années 1920 ; cependant l'administration soviétique compte aussi des défenseurs de l'Akhal-Teké,.
La Seconde Guerre mondiale, puis le tremblement de terre qui touche Achgabat en 1948, entraînent la fermeture provisoire du haras et de l'hippodrome d'Ashgabat. Le ministère des Sovkhozes de la RSS turkmène promeut le métissage de l'Akhal-Teké, mais d'après Ferret, « ces mesures étaient controversées et ouvertement condamnées par certains ». En 1969, le livre Ahaltekinskaâ lošad’-gordost’ turkmenskogo naroda (« Le cheval Akhal-Teké, fierté du peuple turkmène ») est publié à Achgabat.
En 1980, environ 3 579 chevaux de type Akhal-Téké sont comptabilisés dans toute l'URSS, dont 1 168 de pure race (une autre source donnant 2 100 Akhal-Teké de pure race dans toute l'Union soviétique la même année). Ces chevaux commencent à se faire connaître en occident à partir des années 1980, qui voient la création des premières associations d'éleveurs.

### De la dislocation de l'URSS à nos jours

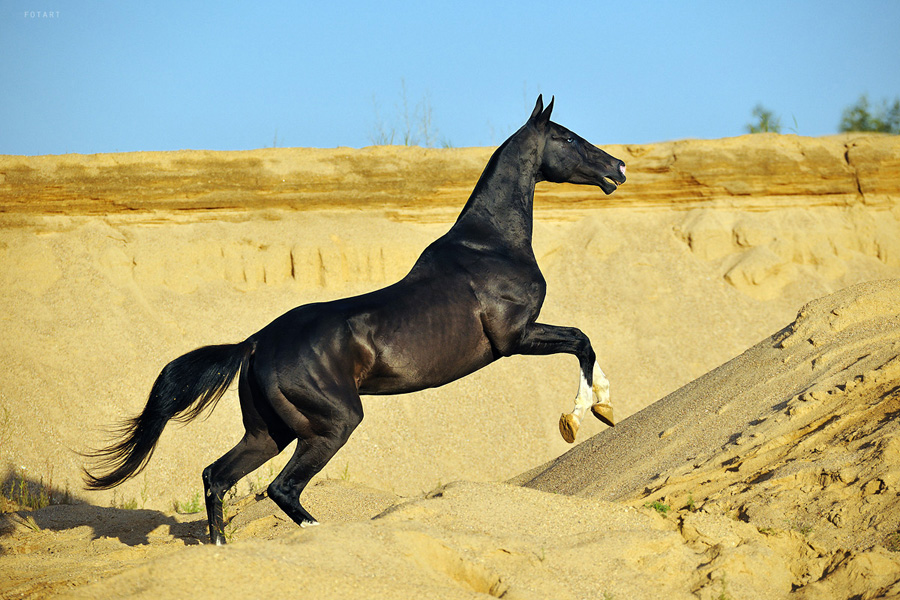
L'étalon Akhal-Téké russe Tokhtamysh, de robe noire

La dislocation de l'URSS puis l'indépendance du Turkménistan, en 1991, accroissent le culte rendu à cette race de chevaux. Cette même année, un colloque international consacré à l'Akhal-Teké est organisé à Paris par Jean-Louis Gouraud et Carole Ferret : il rassemble les principaux responsables des élevages russes et turkmènes. Le Turkménistan interdit temporairement toute exportation, afin de reconstituer ses effectifs.
Le cheval turkmène devient un enjeu de pouvoir politique, lié à un mouvement de recherche du cheval originel, commun à d'autres pays d'ex-URSS. D'après Carole Ferret, des purges ont lieu contre des hommes soupçonnés de posséder de plus beaux chevaux que ceux du président. G. Kârizov, directeur général de l'institut d'élevage Turkmen atlary, et vice-président de l'association internationale d’élevage de l'Akhal-Teké, est emprisonné de 2002 à 2007 pour cette raison. En 2009, après de nombreuses années d'isolationnisme, le Turkménistan organise une conférence internationale autour de son cheval national, invitant tous les spécialistes de l'Akhal-Teké à Achgabat le 14 août 2010. Une association internationale d'élevage de l'Akhal-Téké est créée à cette occasion, le président turkmène Gurbanguly Berdimuhamedow étant désigné comme président de cette association.
L'Akhal-Teké a été exporté aux États-Unis, où le prix des étalons à la reproduction est devenu relativement abordable.

## Description

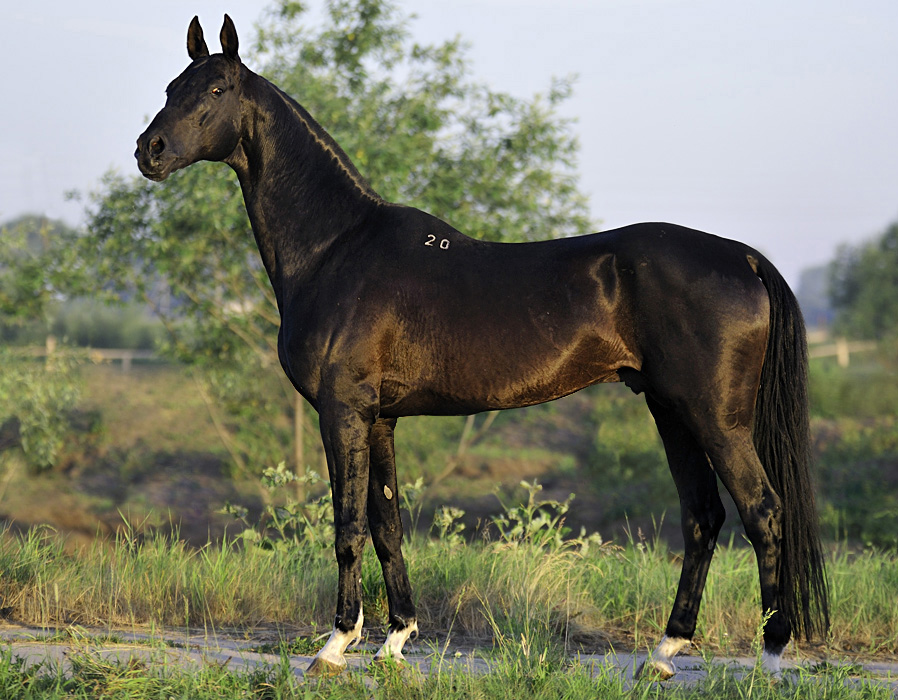
L'étalon Akhal-Téké 1160 Garant 20, lignée Gelishikli (Gundogar), en 2011

L'Akhal-Teké est l'une des races de chevaux les plus caractéristiques et les plus originales au monde,. Avec le Jomud ou Yamut, il constitue le groupe du cheval Turcoman. Il est génétiquement proche de la race indienne du Kathiawari. Plus largement, il se rattache au groupe du cheval oriental.
La modélisation par dendogrammes de sa proximité génétique avec d'autres races de chevaux indique en effet une proximité avec l'Arabe, mais aussi avec le Pur-sang, et le Sorraia portugais.

### Taille et poids
C'est un cheval de taille moyenne ; d'après la journaliste équestre Lise Mayrand (2014), les mâles toisant environ 1,60 m au garrot et les femelles 1,56 m. L'écrivain et éditeur Jean-Louis Gouraud cite une taille moyenne de 1,60 m à 1,65 m. Les plus grands sujets peuvent dépasser 1,70 m. En 1997, l'autrice tchèque Helena Kholová donne une moyenne de 1,54 m, pour 1,52 m chez les juments. Le tour de poitrine s'établit alors à 1,67 m, et le tour de canon à 18,9 cm.
Les tailles extrêmes sont considérées comme indésirables. En dépit de sa taille moyenne, ses longues jambes fines lui confèrent une apparence élancée.

### Morphologie

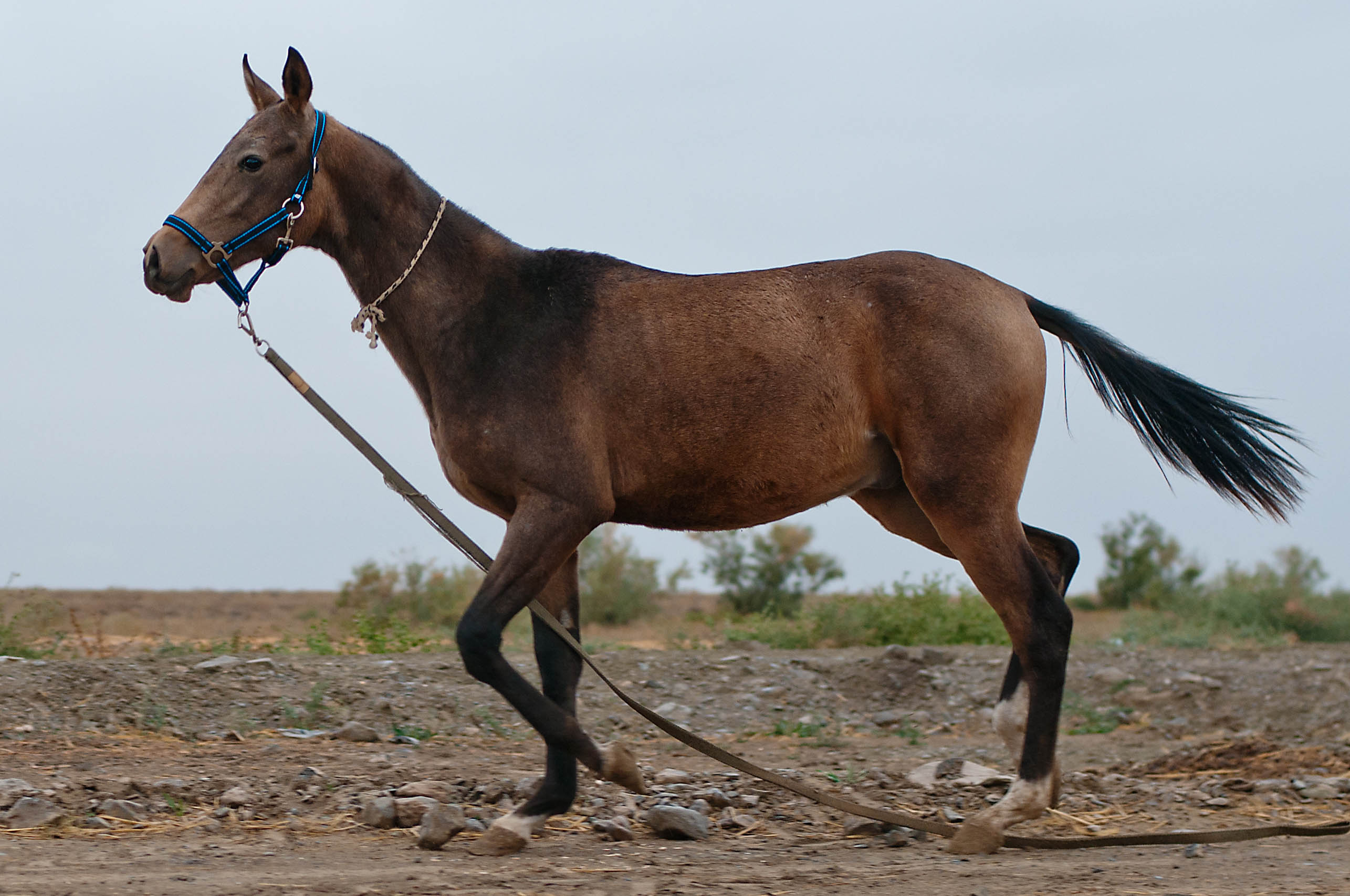
Jeune Akhal-Teké turkmène.

L'Akhal-Teké présente un aspect général svelte, sec et léger, avec une silhouette longiligne et anguleuse,. Son aspect osseux diffère radicalement des canons de beauté du cheval dans le monde occidental. C'est un cheval mince et élancé. Sa conformation diffère nettement de celle des autres races. Cette apparence originale, comparée à celle du guépard ou bien du lévrier chez le chien,,, suscite des appréciations contrastées de la part des observateurs extérieurs, allant de l'admiration de sa « beauté » jusqu'à une réaction totalement rebutée par sa « laideur » :

« C'est un cheval qu'on a envie de vouvoyer »

— Maria Tcherkezova
Jean-Louis Gouraud décrit « une élégance un peu hautaine ». Le modèle a évolué, les chevaux modernes correspondant davantage à la morphologie attendue de par le phénomène de mode suscité. Une impression générale d'exotisme, de grâce et d'athlétisme est recherchée chez l'Akhal-Teké moderne élevé en Occident.

#### Tête

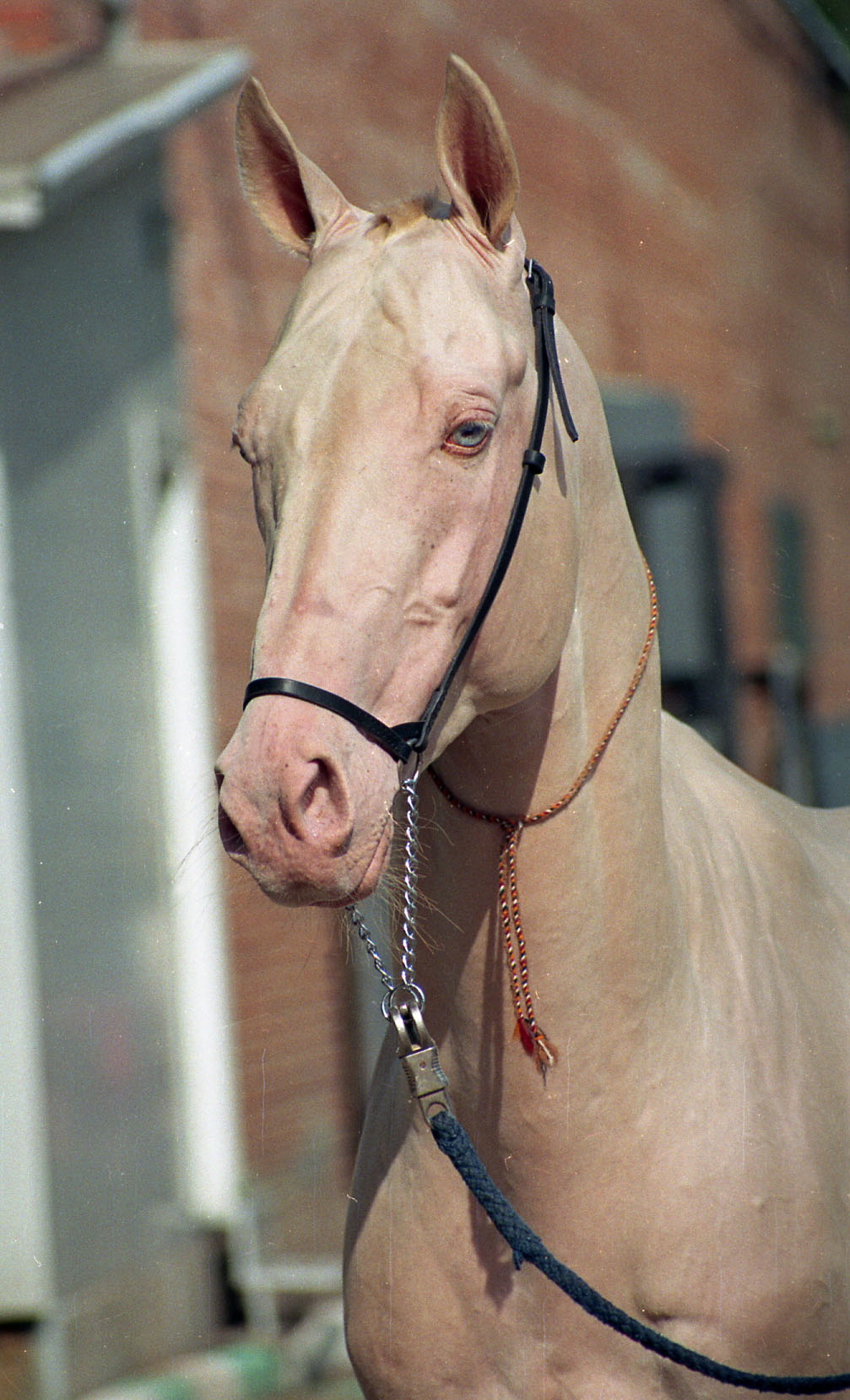
Tête d'un Akhal-Teke de robe crème.

L'Akhal-Téké possède un port de tête altier, la tête étant implantée à un angle d'environ 45°
D'aspect délicat, fine et légère avec des joues larges, la tête présente un profil rectiligne, ou légèrement concave,. Les yeux sont en forme d'amande, de type « oriental », souvent avec des paupières tombantes, et dégagent une impression d'intelligence et de vivacité, ce qui donne à l'Akhal-Teké un regard assuré et expressif. Les naseaux sont secs et bien ouverts. Les lèvres sont fines. Les oreilles sont longues, implantées haut sur la tête, fines, mobiles, alertes et bien dessinées,. L'attache de gorge est fine.
Les têtes « grossières » ou communes, la joue trop effacée ou trop proéminente, ainsi que les attaches de gorge épaisses, sont discriminatoires en concours de modèle et allures.

#### Avant-main

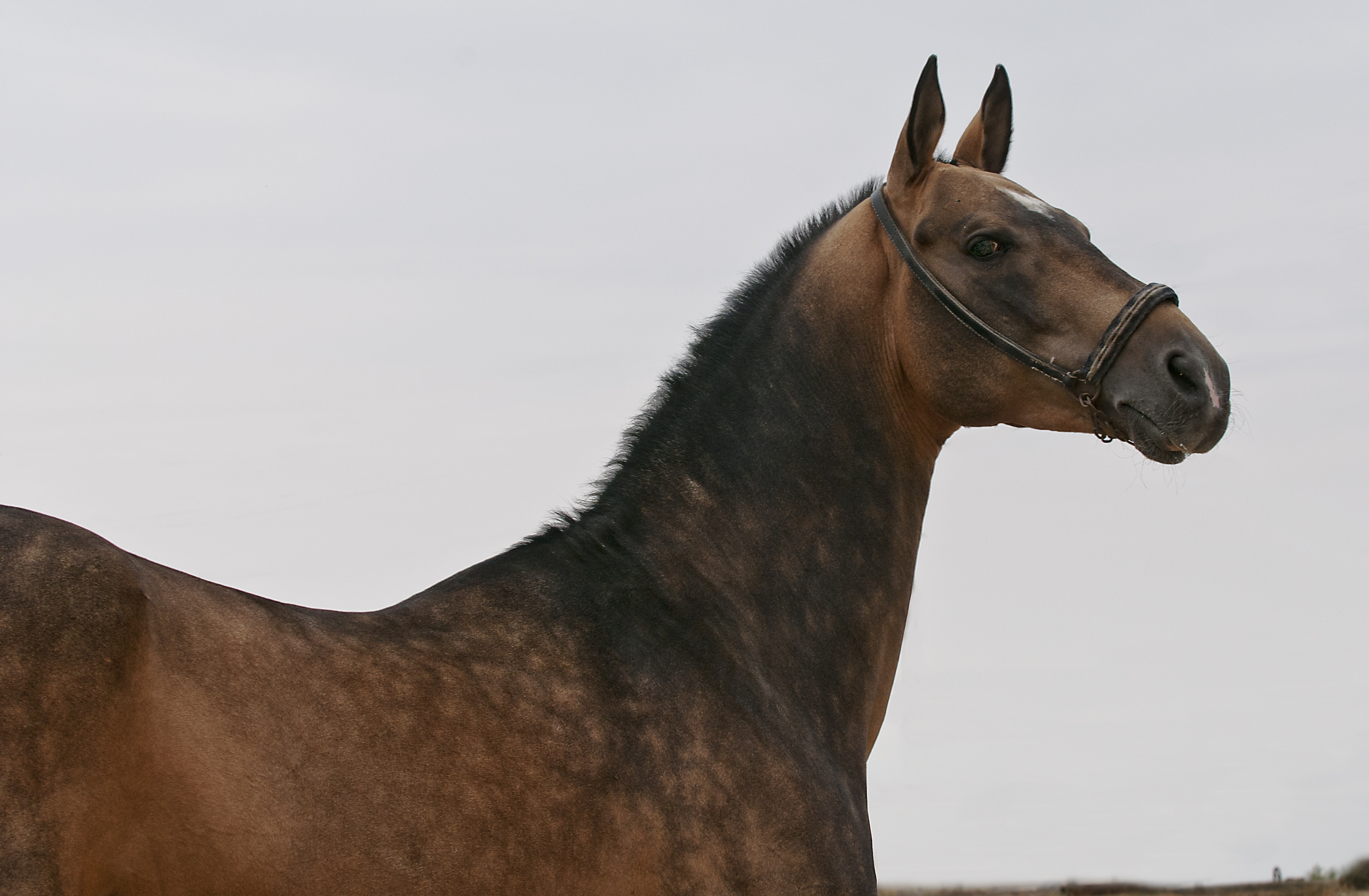
Avant-main d'un cheval du Turkménistan.

L'encolure est particulièrement longue et fine,,,. Son implantation verticale (quasi angle droit avec la ligne du dos) confère à l'Akhal-Teké une allure altière, ainsi qu'un trait spécifique à la race, sa bouche étant placée au niveau de son garrot, voire plus haut,. Elle peut présenter la forme dite d'encolure de cerf (ou encolure renversée). Elle est attachée haut à l'épaule. Une encolure épaisse et/ou attachée bas est  considérée comme un défaut.
Le garrot est saillant et prononcé,. Les épaules sont de taille moyenne, larges et  généralement obliques,, ce qui confère une grande amplitude à ce cheval, qui se distingue sur les champs de courses. Les omoplates sont redressées. Le poitrail peut être étroit, peu profond selon Kholová, et remarquablement musclé. Le passage de sangle est profond. L'étroitesse du poitrail et de la poitrine rend ce cheval particulièrement confortable sous la selle pour un cavalier .

#### Dos, arrière-main et membres
Le dos et l'arrière-main sont longs, fins et nerveux, avec une musculature dense et plate, une croupe tombante et prononcée,. Ce dos long prédispose l'Akhal-Teké à l'ensellement, et rend le rassembler plus difficile.
Les membres sont secs et dotés de tendons solides,. Les avant-bras et les cuisses sont longs et musclés ; en revanche, les canons sont plutôt courts, et les genoux situés bas. Les postérieurs sont anguleux et semblent faibles au premier regard. Des paturons très droits et longs, sur des talons bas, sont caractéristiques de cette race. Ils pourraient être le résultat de son adaptation au sable du désert. Les sabots sont hauts et de petite taille, dans le prolongement des membres, et dotés d'une corne très dure,,,. La densité des os des membres est recherchée. Les articulations sont larges, mais les genoux doivent être plats.
L'Akhal-Teké peut présenter des membres antérieurs serrés et des membres postérieurs « sous lui », caractéristiques considérées comme des défauts d'aplombs.

#### Pelage et crins
Le poil est ras et la peau fine, caractéristiques typiques du cheval du désert,. La crinière et la queue sont peu fournies et soyeuses. Le toupet sur le front est le plus souvent absent,, ; la crinière peut même, dans de rares cas, être totalement absente. Les fanons sont systématiquement absents. La queue est implantée bas.

### Robes

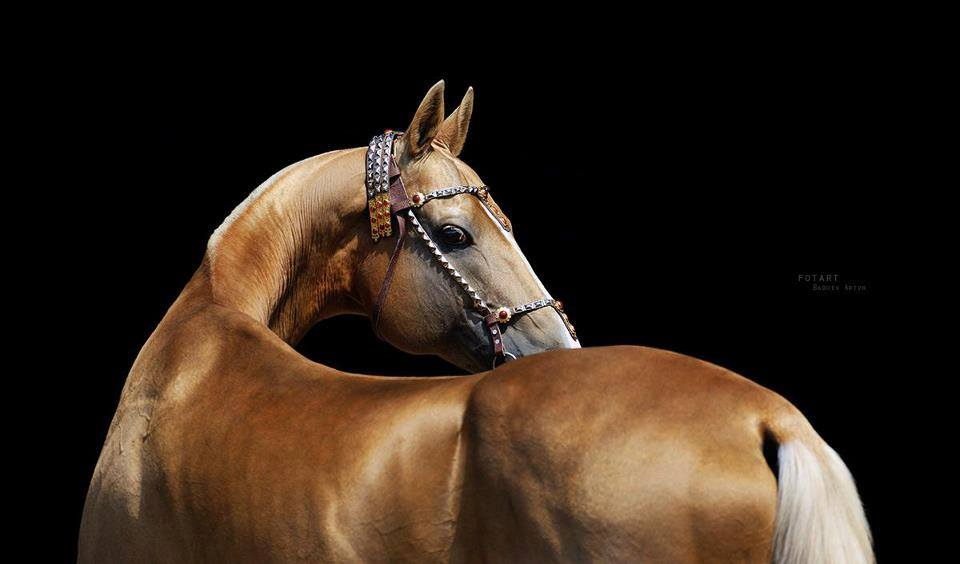
Akhal-Teké à la robe palomino, avec un reflet doré.

L'Akhal-Téké arbore une très grande variété de robes. Les plus répandues sont le bai, l’isabelle et l’alezan, la variante alezan brûlé étant plus rare. L'alezan tire plus souvent sur le doré que sur le rouge.
On trouve aussi des chevaux à la robe noire, grise, palomino ou crème,. Le gris passe généralement par une phase très pommelée avant de devenir quasi-blanc. Les Turkmènes recherchent les robes les plus foncées, considérant les robes les plus claires comme une tare ou un signe de mauvais esprit. Les marques blanches en tête et les balzanes sont fréquentes. Les déclinaisons fumées (marquages noirs supplémentaires sur le pelage) sont elles aussi fréquentes, donnant de nombreuses variations de couleur. Le gène Dun et le gène Crème sont tous deux exprimés chez la race, pouvant donner des individus qui expriment une copie de chacun de ces deux gènes, dits « dunskin ». Il existe aussi un bon nombre d'Akhal-Teké à double dilution crème, cremellos ou perlinos. Le rabicano est présent chez la race, mais le rouan, jadis décrit comme possible, semble avoir disparu des ressources génétiques de l'Akhal-Teké.
L'une des particularités les plus connues pour être associées à cette race dans le monde occidental est la présence d'une robe qui reflète la lumière,, allant du palomino doré au noir électrique. Cette particularité pourrait être liée à la structure particulière du poil de l'animal, qui -partiellement transparent- réfracte la lumière,. Elle ne concernerait cependant qu'environ 1 % des sujets de la race et serait d'origine polygénique.
La robe dorée, la plus populaire et typique, nommée bulanaya en russe, est une déclinaison de la robe isabelle (ou palomino clair). Une autre robe typique de cette race est le bai dun avec reflets dorés et fumés, raie de mulet, et zébrures aux membres.

### Allures

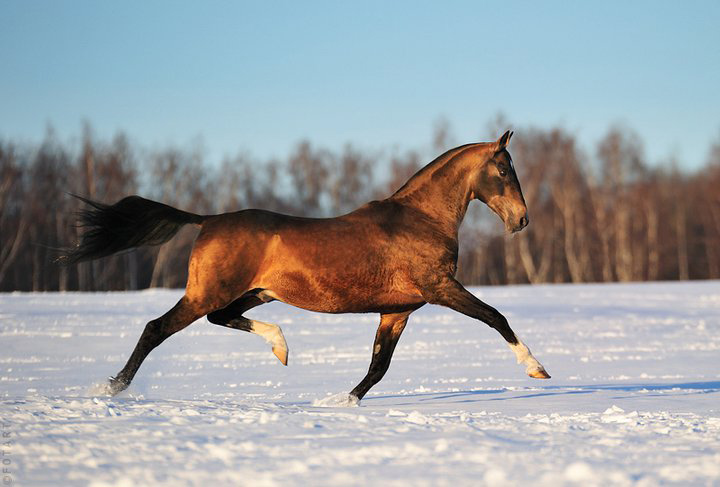
Akhal-Teké au trot.

L'Akhal-Teké possède des allures globalement harmonieuses et légères, souples et amples. Son galop fluide et coulant très typique ne produit aucun à-coup. En revanche, son trot peut être saccadé, avec une action dure, donc inconfortable pour un éventuel cavalier. Ses mouvements sont décrits comme fluides et puissants, « élégants et félins », ou encore « élastiques ».
Il dispose d'une grande vitesse de pointe, mais n'est pas aussi rapide que le Pur-sang.
Bien que le journaliste équestre autrichien Martin Haller lui décrive une aptitude à l'amble et au tölt, lorsque l'Akhal-Teké a fait l'objet d'une étude visant à déterminer la présence de la mutation du gène DMRT3 à l'origine des allures supplémentaire, l'étude de 43 sujets n'a permis de confirmer ni la présence de cette mutation chez les chevaux testés, ni l'existence de chevaux avec des allures supplémentaires parmi la race. 

### Sélection

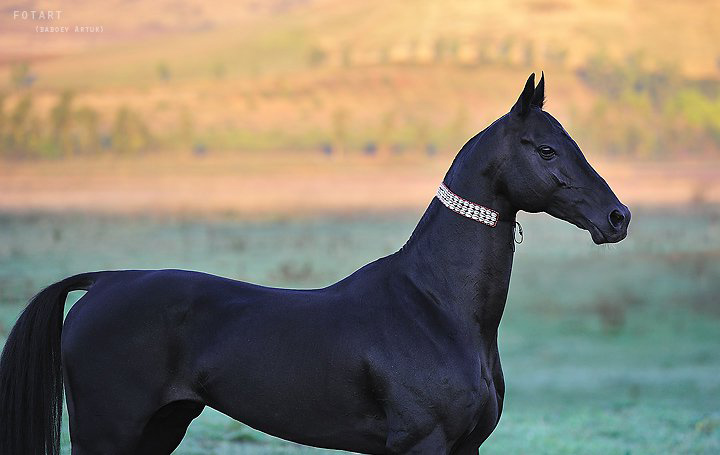
L'étalon Akhal-Teké Garausup, particulièrement typé originel, fin et léger.

La gestion du registre généalogique de l'Akhal-Teké est une source de vives tensions diplomatiques entre la Russie et le Turkménistan. En effet, la gestion internationale de ce registre est assurée par le VNIIK, Institut russe de l’élevage équin, à Riazan. L'usage de l'insémination artificielle est interdit dans la reproduction de l'Akhal-Teké depuis 2000, ce qui nuit à la croissance du cheptel.
Les États-Unis tiennent deux registres, l'un pour la pure race Akhal-Teké, et le second, le Akhal Teke Sport Horse Registry, pour les chevaux de sport issus de croisements et ayant 50 % ou plus d'origines Akhal-Teké.
Il existe des Akhal-Teké plus ou moins « typés », mais tous les chevaux enregistrés doivent présenter un type distinctif des autres races. La race est ainsi divisée en trois types. La sélection se base sur la reconnaissance de dix-huit lignées issues d'étalons prestigieux ayant donné leur nom à chacune d'entre elles. Les lignées les plus importantes en termes d'effectifs sont les suivantes : Guelishili, Kaplan, Peren, Sovkhoz II, Arab, Sere, Fakirpelvan, El et Kirsakar,.
Le premier type, considéré comme l'Akhal-Teké traditionnel, est représenté chez les lignées Guelishili, Peren et Kaplan. Le second type, plus petit et rapide, est représenté chez les lignées El et Karlavash. Le troisième type, le type sportif, existe chez les lignées Arab et Dor-Bairam.
Dès l'époque soviétique (1989), une spécificité de la race au regard de l'analyse de son sang est soulignée. D'après l'analyse génétique de 5 427 sujets, publiée en 2019, l'Akhal-Teké présente une grande diversité d'allèles, indicatrice d'origines maternelles très variées chez cette race. Il présente une variante, nommée HMS2 N, qui n'a encore jamais été détectée chez une autre race de chevaux. Les types régionaux sont bien génétiquement différenciés et la population turkmène n'a pas subi de perte de diversité génétique. Les chevaux de Krasnodar présentent la meilleure diversité génétique. La plus basse diversité génétique se retrouve chez les Akhal-Teké américains. Les chevaux de Russie et ceux des autres pays d'Asie centrale (à l'exception du Turkménistan) sont génétiquement plus proches. Il existe ainsi un cluster de gènes commun aux Akhal-Teké russes, européens, et issus des pays d'Asie centrale hors Turkménistan (Kazakhstan...). La diversité des chevaux italiens est bonne, suggérant l'efficacité des méthodes de sélection.

### Tempérament et entretien

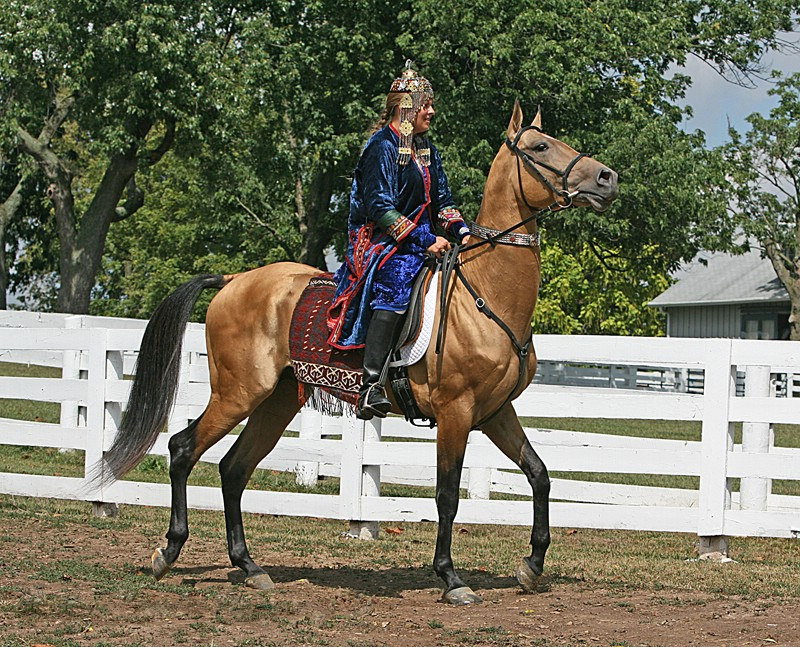
Étalon Akhakl-Teké isabelle sous la selle.

L'Akhal-Teke est un cheval proche du sang, vif et nerveux. C'est une monture fiable et volontaire qui fait preuve de beaucoup d'intelligence au travail. Il est cependant de caractère particulièrement indépendant, à tel point que son cavalier n'en tirera rien si le cheval ne décide pas de se livrer. Il tend à s'attacher à un unique cavalier, celui qui le monte le plus souvent , et à entretenir une relation durable et solide,, comparable à celle d'un chien envers son maître. Il est cependant réputé têtu, capricieux et peu discipliné (en France notamment), ce qui lui a souvent valu mauvaise presse. D'après Gouraud, cette réputation pourrait provenir du fait que les haras soviétiques ne vendaient à l'Occident que leurs chevaux « défectueux », en particulier les chevaux caractériels.
Cheval du désert, l'Akhal-Téké est rustique. Sobre, il se contente de rations d'eau et de nourriture minimales, et supporte de très grands écarts de température,. Après quatre jours de privations alimentaires, les sujets de la race étudiés ne développent pas d'hyperlipémie ni de crise catabolique.
La race présente également des qualités d'endurance remarquables, largement soulignées par les sources historiques. Il dispose enfin d'une grande longévité (plus de 20 ans).
L'analyse de la myosine musculaire de 15 chevaux montre une aptitude à l'endurance et à la vitesse. L'héritabilité des fibres musculaires est considérée comme modérée chez l'Akhal-Teké, rendant sa prise en compte potentiellement pertinente pour atteindre des objectifs d'élevage. La dégradation des fibres musculaires due à l'âge survient à partir de 20 ans.

### Santé
L'Akhal-Teké est touché par une maladie génétique spécifique, le syndrome du poulain nu (en anglais : naked foal syndrom) : le poulain affecté est dépourvu de pelage et de crins à la naissance, et meurt rapidement de maladies de la peau et du système digestif. La cause de cette maladie a été identifiée grâce à la première étude scientifique menée à ce sujet en 2017, il s'agit d'une mutation faux sens située sur le gène ST 14.
La race est également touchée par des cas de cryptorchidie, et par la desmite dégénérative du ligament suspenseur, identifiée en décembre 2015, et sur laquelle les recherches sont en cours.
La pratique des courses, notamment en Iran, peut rendre ces chevaux sensibles aux fourbures : une radiographie permet de distinguer le pied sain du pieds fourbu.

## Utilisations

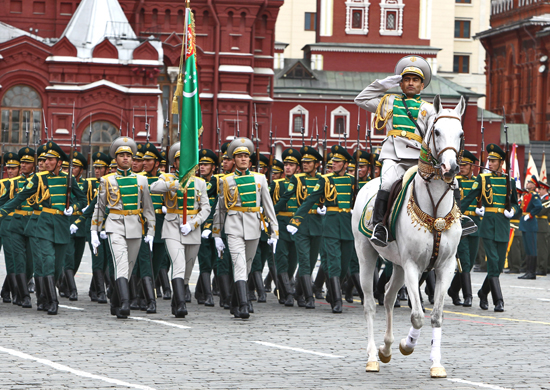
Troupes turkmènes durant la parade de Moscou en 2010.

À l'origine cheval de guerre, l'Akhal-Teké est désormais surtout élevé comme un cheval de loisirs (80 % des propriétaires français le montent pour leur plaisir), et un cheval de sport. Ses aptitudes sont peu connues du grand public, peu d'individus pratiquant le sport à haut niveau. Dans son berceau originel, il peut être monté pour la surveillance des troupeaux d'élevage. L'Akhal-teké est apte à la pratique de toutes les disciplines équestres, bien que ses disciplines de prédilection soient l'endurance et le concours complet. C'est un cheval qui a du fond, étant donné qu'il est sélectionné pour sa vitesse, sur les hippodromes d'U.R.S.S. et des républiques limitrophes.
En Russie, l'Akhal-Teké est monté en rodéo par de jeunes cavaliers, tandis qu'en Allemagne, ces chevaux servent à la chasse au renard et sont montés en reining.

### Endurance, course et randonnée au long cours
La vigueur extraordinaire de ces chevaux les rend parfaitement aptes à l’endurance ; ils disposent en effet de l'un des meilleurs taux de récupération cardiaque parmi toutes les races de chevaux pratiquant l'endurance, grâce à l'efficience de leur cœur et de leurs poumons. Ils sont, de par leur sélection originelle, capables de parcourir de grandes distances sous des températures extrêmes. L’un des plus grands parcours d'endurance est organisé en 1935 : des Akhal-Teké ont été montés pour un voyage entre Achgabat et Moscou (à travers le désert du Karakoum), parcourant une distance de 4 300 km en 84 jours,. Une trentaine de cavaliers prennent le départ, mais seuls une vingtaine terminent ce raid. Ce raid est reconduit en 1985 par des djighites.
Au Turkménistan et en Russie, certaines l'ignées d'Akhal-Teké sont représentées en course de vitesse.
Au Canada, l'Akhal-Teké est réputé pour la course d'endurance.

### Dressage et saut d'obstacles

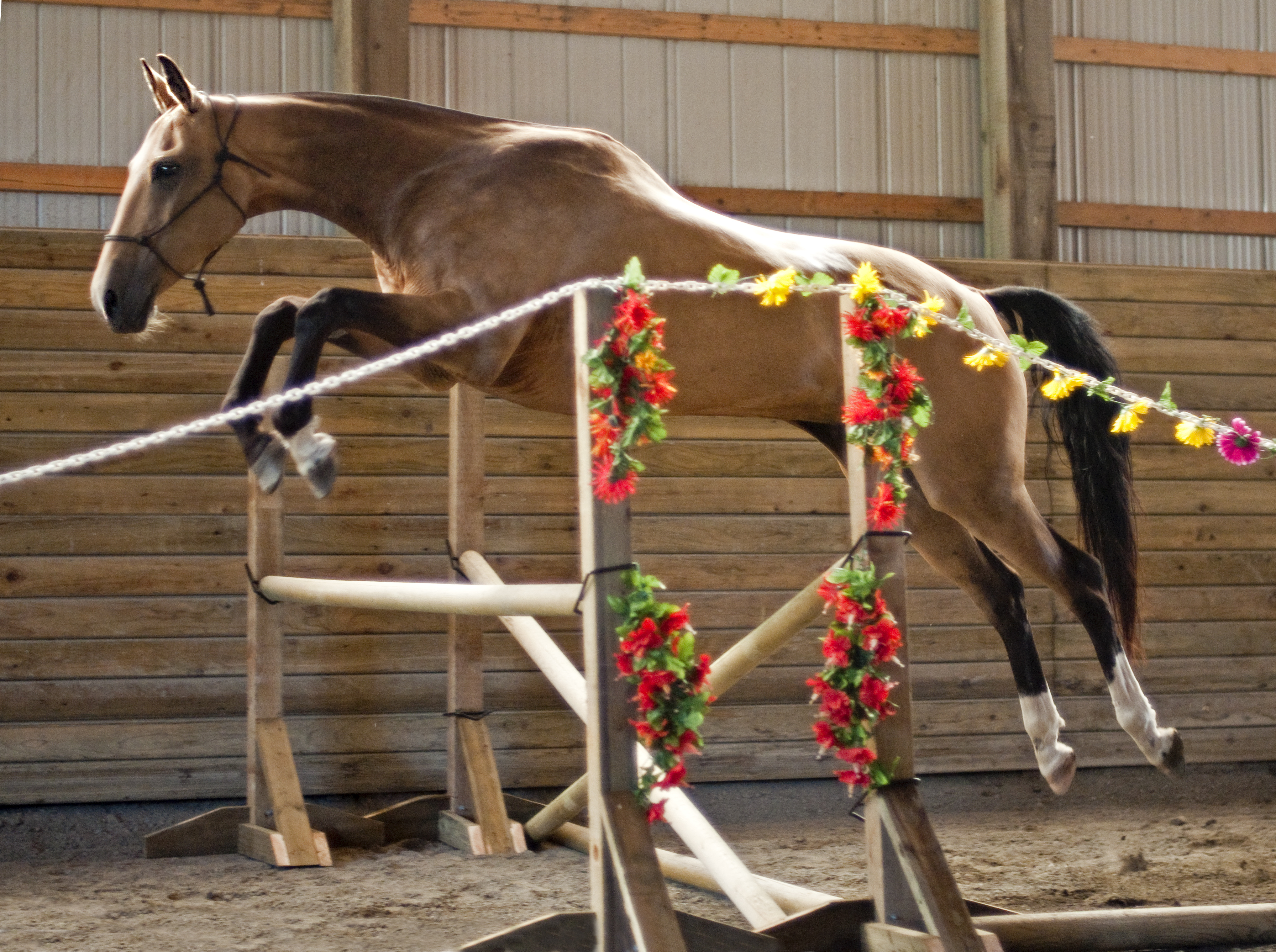
Darkinka, jument Akhal-Teke, pratiquant le saut en liberté.

Les avis sur les performances de l'Akhal-Teké en compétitions de dressage et de saut d'obstacles sont variés. Helena Kholová le décrit comme inadapté à ces deux disciplines, d'autres auteurs estimant au contraire que l'Akhal-Teké a été sélectionné pour pratiquer ces sports,. La race a connu de grands succès passés dans ces deux disciplines. Absinthe (nommé « Absent » par erreur de transcription), fils de l'étalon Arab, et son cavalier Sergueï Filatov, ont ainsi remporté la médaille d'or de dressage aux Jeux Olympiques de Rome en 1960, et une médaille de bronze aux Jeux Olympiques de Tokyo en 1964. En 1968, Absinthe décroche une médaille d'argent aux Jeux Olympiques de Mexico avec un autre cavalier, Yvan Kalita, faisant de lui le cheval titulaire du record olympique de dressage,,. Ses descendants Dombai, Abakan, Arguva, et d'autres, ont remonté avec succès l'équipe soviétique de dressage les années suivantes.
Il est reproché à Absinthe d'avoir un modèle proche du Pur-sang et du Trakehner. La lignée Arab, à laquelle il appartient, est la plus réputée pour le dressage. Arab a longtemps détenu également le record russe de saut en hauteur, avant d'être détrôné par Polygon, un petit Akhal-Teké de 1,54 m qui sauta 2,25 m.
Aux États-Unis, l'Akhal-Teké est monté en concours complet et en saut d'obstacles.

### Cadeau diplomatique
L'Akhal-Teké a toujours été un cadeau diplomatique apprécié, offert pour rendre hommage à des chefs d'État,. En février 1956, Nikita Khrouchtchev remet officiellement à la jeune reine d'Angleterre, Élisabeth II, l'étalon Mele-Kucha (ou Melekuch), alors âgé de trois ans, doté de la fameuse robe isabelle dorée, et né dans un kolkhoze du Turkménistan,. Ce cheval fera longtemps partie des écuries royales. Le président turkmène Saparmourad Niazov offre en mai 1993, le jeune cheval isabelle Gend Jim au président français François Mitterrand, qui par contre le dissimule pour un usage privé,,.
En février 2016, le président russe Vladimir Poutine fait don au roi du Bahreïn, Hamed ben Issa Al Khalifa, d'un étalon Akhal-Téké, Hadžibek, né au haras de Stavropol en avril 2012, et devenu champion du monde de sa race en 2014 et 2015,.

### Spectacle
Enfin, l'Akhal-Teké est un cheval de cirque très apprécié, le Cirque de Moscou l'ayant employé avec succès pendant près de cinquante ans. La dernière cavalerie du genre était entraînée par M. Sokolov. En France, Alexis Grüss possède en 2005 quatre chevaux de la race, et les utilise pour ses spectacles.

### Croisements et influence sur d'autres races

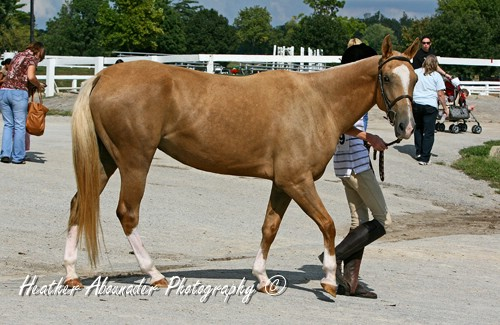
Cheval demi-sang Akhal-Teké.

L'Akhal-Teké a été croisé avec de nombreuses autres races de chevaux, particulièrement en Asie centrale, et notamment en Afghanistan. Il a pu laisser sa marque sur les races de chevaux hongroises avant le IXe siècle, les Huns étant originaires d'Asie centrale.
Il a influencé des races russes, dont le cheval du Don et le Trotteur Orlov. Le fameux étalon Turkmain Atti (ou Turk main atti / Turkmen atti), exporté en tant que cheval arabe mais possiblement Akhal-Teké du fait de son nom, est devenu père à son tour de 17 reproducteurs en Prusse orientale,, ce qui atteste d'une influence sur la race du Trakehner.
Son influence sur le Pur-sang est supposée de par l'existence d'indices en faveur de la présence de Turcomans parmi les étalons fondateurs,. L'Akhal-Teké est en revanche peu présent parmi les origines maternelles du Pur-sang, cette dernière race provenant de juments aux origines majoritairement européennes, particulièrement de juments britanniques. Néanmoins, l'étalon Byerley Turk, l'un des trois étalons fondateur du Pur-sang, est soupçonné d'être un Akhal-Teké ou un Arabe Muniqi. Si cette influence est confirmée, l'Akhal-Teké, à travers le Pur-sang, pourrait être l'une des races dotées de la plus forte influence sur les chevaux de sport et les demi-sang modernes.
L'Akhal-Teké est aussi employé en croisement avec le Pur-sang, pour donner l'Anglo-Téké, un cheval destiné à la compétition,. Ce croisement tend à adoucir son caractère et son trot, mais lui fait perdre son type.
Le Cheval des Nez-Percés est une race issue d'un croisement entre l'Akhal-Teké et l'Appaloosa.

## Diffusion de l'élevage

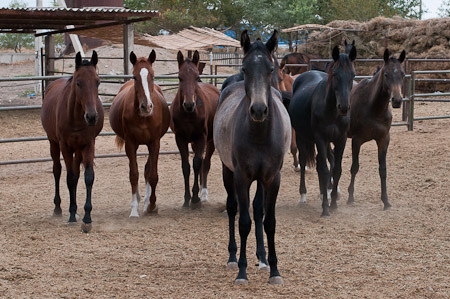
Élevage de chevaux Akhal-Teke au Turkménistan.

L'élevage de chevaux Akhal-Téké est présent au Turkménistan, en Russie, dans le sud du Kazakhstan, en Ouzbékistan, au Kirghizistan et dans le nord du Caucase, qui sont les régions historiques de la race,. Il existe une controverse et une rivalité entre pays revendiquant détenir les meilleurs sujets, les éleveurs Kazakhs estimant que les meilleurs chevaux se trouvent au Kazakhstan et dans le Caucase.
En 2006, l'effectif est de près de 3 000 sujets dans le monde. L′American Livestock Breeds Conservancy classe la race comme vulnérable (moins de 5 000 sujets dans le monde) en 2012. Globalement, l'Akhal-Teké est considéré comme une race rare, et fait l'objet d'une attention internationale en raison de sa valeur zootechnique. Environ un tiers des effectifs sont au Turkménistan, un autre tiers en Russie. La race s'est répandue dans les pays qui faisaient autrefois partie de l'URSS, notamment la Tchéquie (dont la population est très proche de celle de la Russie) et l'Estonie (dont, au contraire, la population est génétiquement différenciée de celle de Russie) ; pays gérant un stud-book pour la race.
Quelques grands élevages avec plus d'une dizaine de naissances par an sont présents au Kazakhstan (haras Lugovsky) et en Russie. Des élevages de taille plus modeste, avec seulement une ou quelques naissances par an, se trouvent dans les autres pays.
Ce cheval est élevé en Occident, notamment en Allemagne, en Suisse, en France, aux États-Unis, en Australie,,. Il est introduit entre 1991 et 2000 en Italie, principalement comme cheval d'endurance.
Environ 25 % de l'élevage se fait en dehors des régions historiques. Equus Survival Trust classe la race comme étant « vulnérable » (entre 500 et 1 500 femelles aptes à se reproduire) aux États-Unis, d'après son évaluation de 2016. L'ouvrage Equine Science (4e édition de 2012) classe l'Akhal-Téké parmi les races de chevaux de selle bien connues au niveau international.

### Au Turkménistan
D'après Carole Ferret, la population turkmène de chevaux est réduite, puisque la FAO l'estime à un cheval pour 309 habitants en 2008, soit bien en dessous des taux du Kazakhstan et de la Mongolie. Cela démontre que le cheval y est considéré comme un animal de luxe nécessitant des soins importants, et non comme un compagnon de travail quotidien.
Les haras d'élevage turkmènes historiques comptent celui de « Komsomol ».

### En Russie

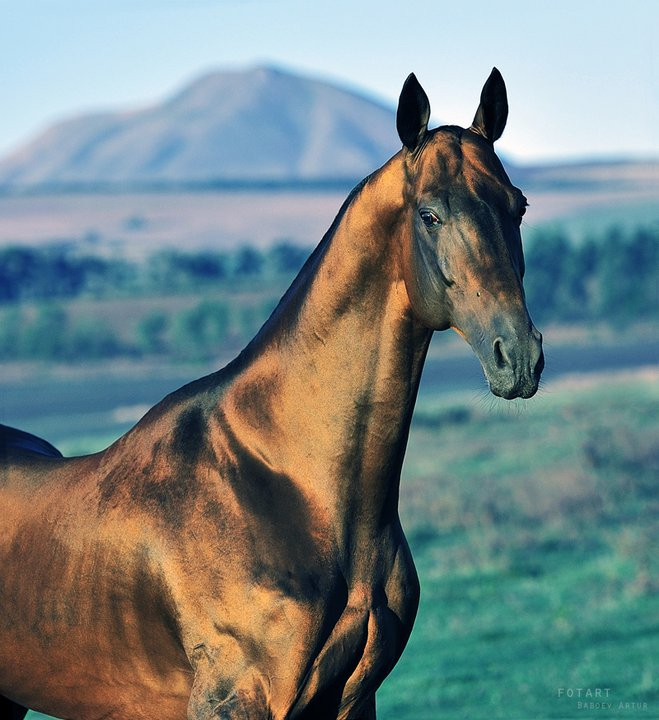
Генч (Gench), un étalon Akhal-Téké du haras de Stavropol.

Le stud-book général de l'Akhal-Teké est tenu en Russie.
Dans ce pays, en 2019, la race est présente dans trois haras et douze fermes d'élevage. Environ 60 éleveurs privés russes font naître l'Akhal-Teké. La Russie détient un peu plus de 200 étalons et 650 juments appartenant à la race. Le laboratoire de génétique de l'institut russe de l'élevage dirige des recherches sur cette race depuis le milieu des années 1970.
Le haras de Stavropol (Ставропольский конный завод 170), dans le caucase du Nord, est l'un des principaux lieux d'élevage de l'Akhal-Teké dans le monde, et a donné de nombreux champions de race.
D'après Jean-Louis Gouraud, l'Akhal-Teké est à la mode parmi les personnalités du monde des affaires russes, dans le cadre d'une rivalité par l'extravagance.

### En France
Les premiers chevaux Akhal-Téké arrivent en France dans les années 1980. L'Association française du cheval akhal-téké (AFCAT) est créée en février 1989, son fondateur Jean-Louis Gouraud médiatisant ensuite abondamment la race dans l'hexagone. C'est cependant l'affaire Gend Jim qui fait le plus connaître la race aux Français, en 1993 et 1994.
La France est le premier pays à avoir signé un accord en 2004 avec la Russie, pour l'ouverture d'un stud-book national,. Bien que le nombre de naissances par an soit faible, le cheptel français est évalué à plus de 200 individus en 2008. Les régions les plus actives en termes d'élevage sont situés dans le quart nord-ouest et dans le quart sud-est. En 2013, on dénombre 16 naissances d'Akhal-Teké, 34 juments saillies et 19 étalons en activité. Cette même année, 20 élevages sont présents sur le territoire français.

## Dans la culture

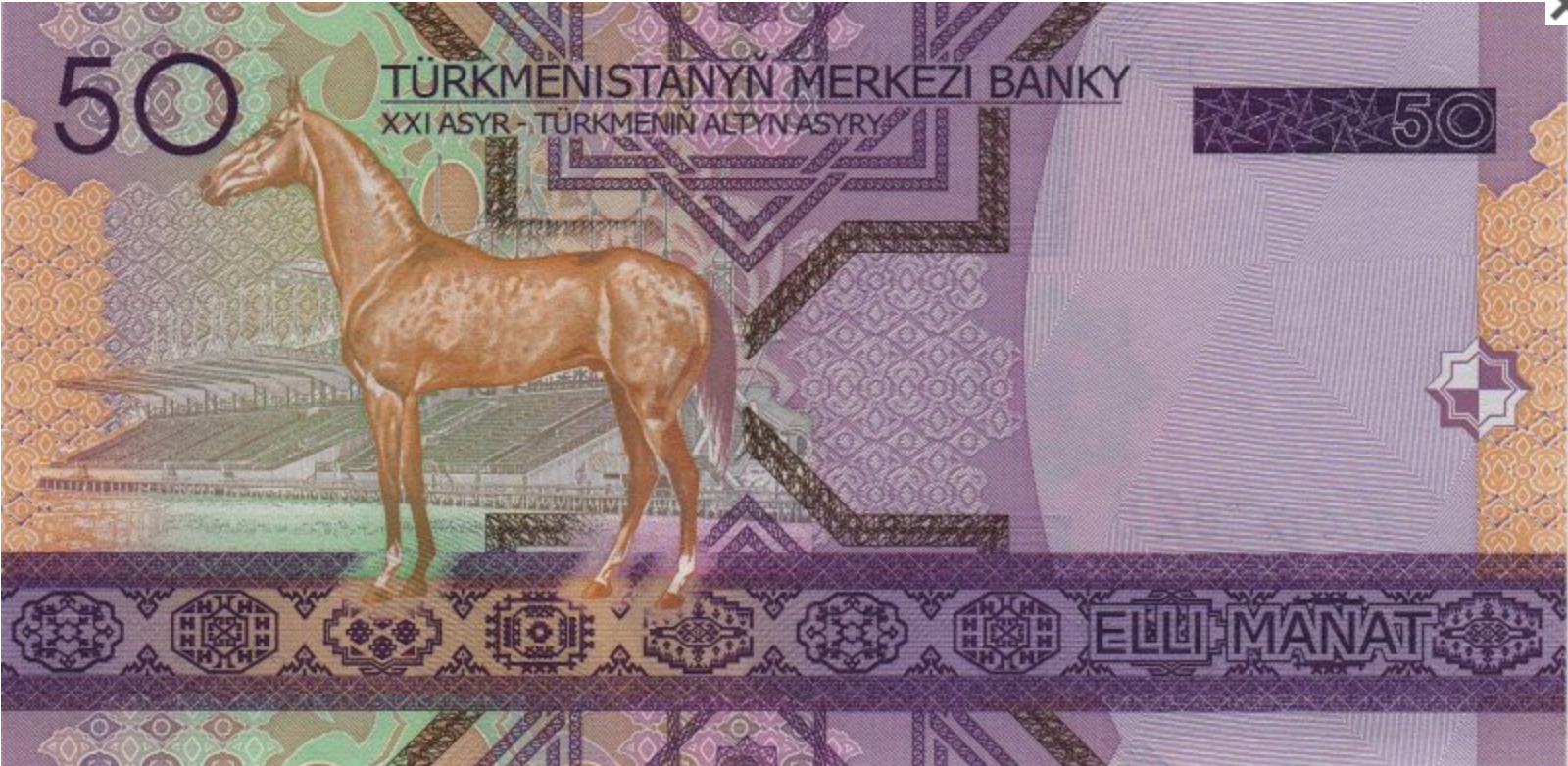
Billet de 50 manats turkmènes, représentant un Akhal-Teké.

L'Akhal-Teké est l'un des symboles majeurs de son pays natal, le Turkménistan. Idéalisé et héroïsé, ce cheval est un élément de grande fierté pour les Turkmènes,. En présentation, il est souvent couvert de joyaux et de décorations de couleur dorée.

« La résurgence de l'Akhal-Teké fait plus largement partie de la renaissance d'une fierté liée aux symboles de l'identité turkmène »

— Alan Johnston
Cette construction d'une mythologie autour de la race existe aussi en occident, où l'Akhal-Teké est surnommé le « cheval d'or », décrit comme un animal précieux qui était enterré dans les tombes « des empereurs, des chamanes et des guerriers », qu'auraient monté ou décrit Alexandre le Grand, Gengis Khan et Marco Polo,,,. En créant la première association française de promotion de la race en 1989, Jean-Louis Gouraud a paré l'Akhal-Teké de toutes les vertus.

### Dans l'emblème du Turkménistan

Emblème du Turkménistan.

L'Akhal-Teké est notamment présent au centre de l'emblème national du Turkménistan. Celui-ci se compose d'une étoile verte à huit branches bordées d'or, l'étoile de Rub El Hizb (un symbole de l'Islam), dans lequel se trouve un disque rouge entouré de cinq tapis, représentant les valeurs traditionnelles et religieuses du pays, et enfin un cheval Akhal-Téké de profil est présent, au centre d'un dernier disque bleu,. Plus précisément, ce cheval est l'étalon Yanardag, sacré champion du monde des étalons de sa race en 1999.

### Culte national de l'Akhal-Teké au Turkménistan

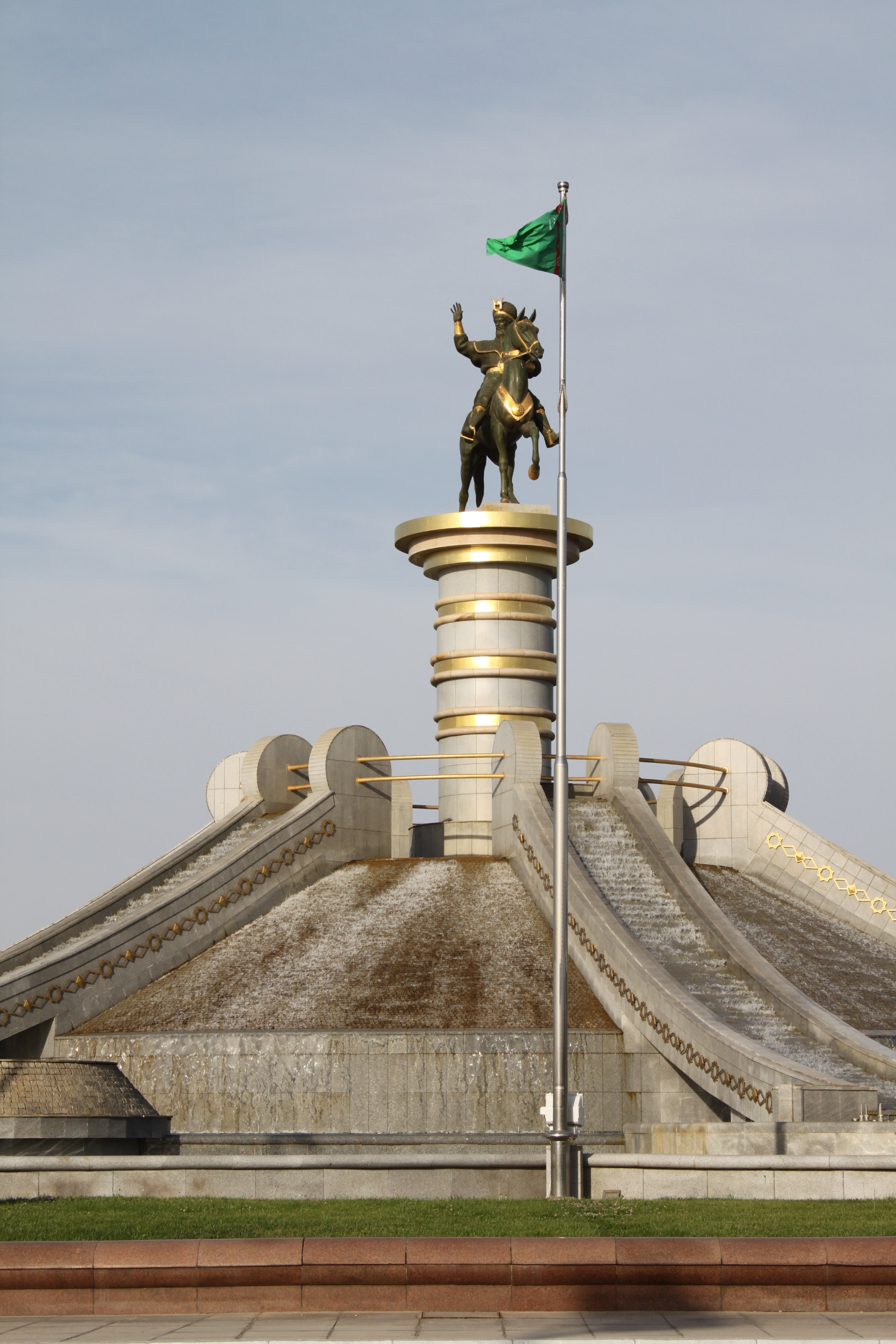
Statue équestre avec un Akhal-Teké à Ashgabat.

D'après le journaliste sportif David Garcia, l'élevage, l'augmentation des effectifs et la reconnaissance internationale de la race sont l'une des priorités du gouvernement turkmène, dans un contexte où le culte de la personnalité du président se confond avec le culte rendu à cette race de chevaux. Preuve de l'importance nationale accordée à la question chevaline, l'association Turkmen atlary (« Chevaux turkmènes ») a, d'après Carole Ferret, « un statut équivalent à celui d'un ministère ».
Saparmyrat Nyýazow, président du Turkménistan de 1991 à 2006, a été représenté par de multiples statues, dont une statue dorée qui le représente en train de flatter l'encolure d'un cheval de race Akhal-Teké, à l’entrée de l'hippodrome d’Achgabat. Président du Turkménistan depuis 2007, Gurbanguly Berdimuhamedow a publié plusieurs ouvrages qui louent les qualités du cheval national, dont un intitulé L'akhal-téké, notre fierté et notre gloire. Sa statue équestre, haute de 20 mètres, dorée à la feuille d'or et posée sur un socle de marbre, est érigée dans le centre de la capitale Achgabat, et le présente monté sur un Akhal-Teké. Chaque année, au mois d'avril, un jour du cheval turkmène est organisé, une grande fête où diverses activités et concours sont proposés autour de l'Akhal-Teké,. Ce festival est l'un des rares motifs d'ouverture des frontières du Turkménistan, et pour l'occasion, la télévision turkmène diffuse des vidéos de chevaux en boucle pendant une semaine.

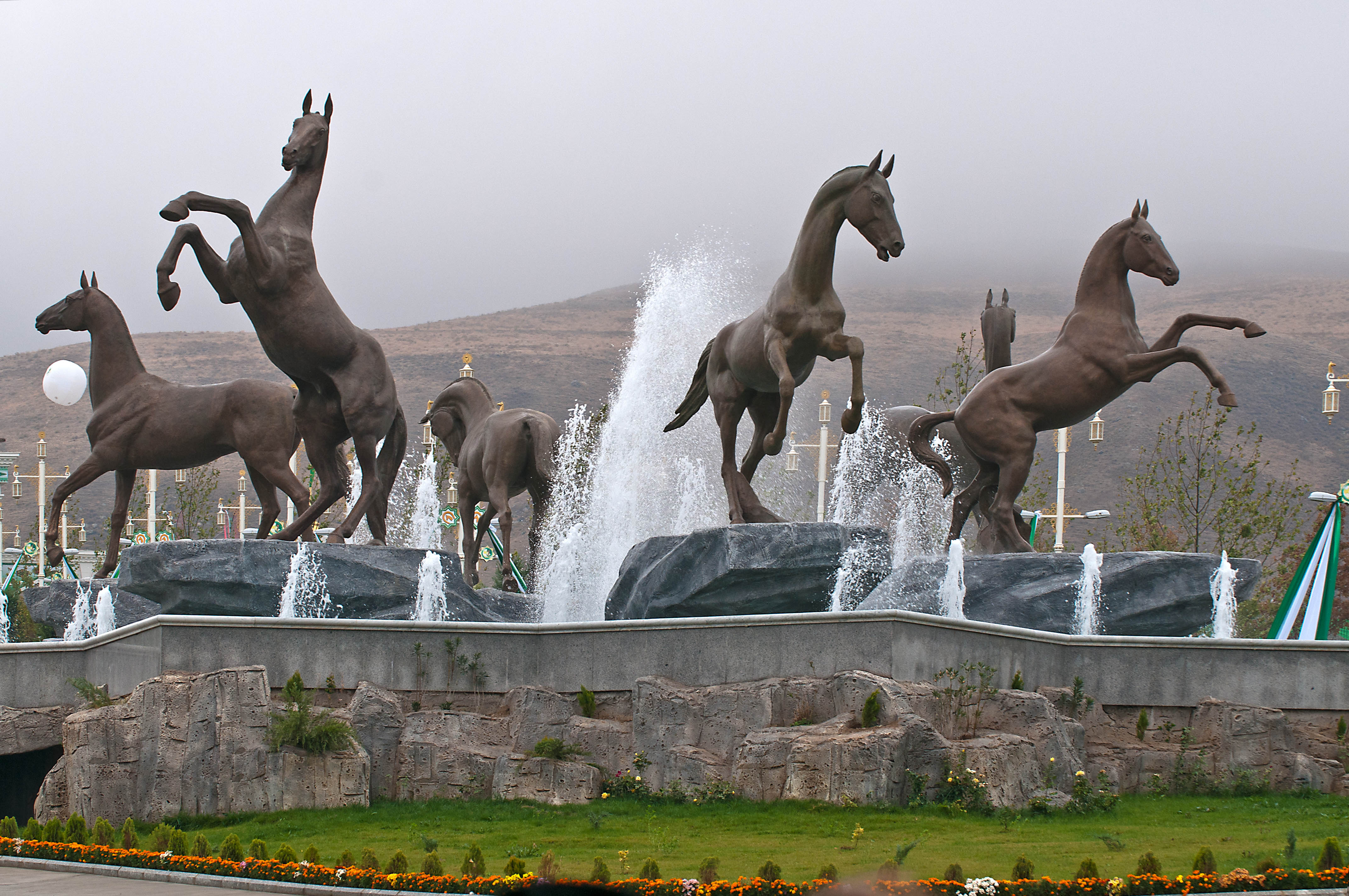
Monument honorifique de la race à l'hippodrome d'Achgabat.

Carole Ferret analyse ce phénomène dans le cadre d'une réaffirmation des identités nationales en ex-URSS par le biais des races de chevaux, ce phénomène étant constaté également au Kirghizistan et en République de Sakha : « après les indépendances, le cheval est, dans plusieurs pays, placé sur un piédestal pour servir de marqueur identitaire et exalter le sentiment national ». Elle postule que l'existence d'une race équine « nationale » soit considérée comme un critère de définition de la communauté humaine. L'Akhal-Teké est considéré comme l'une des races de chevaux les plus pures et les plus anciennes au monde, et comme l'ancêtre de tous les Pur-sangs. Ferret note que l'invocation de la pureté et de l'ancienneté s'associe avec le statut d'emblème national accordé à ces chevaux, par résistance vraisemblable aux actions des zootechniciens soviétiques.

### Pseudohistoire
L'absence de recherche scientifique indépendante de la propagande gouvernementale du Turkémistan entraîne, d'après Ferret, la diffusion d'une pseudohistoire qui présente de nombreux chevaux du passé, y compris des chevaux légendaires, comme des Akhal-Teké. Un passage de récit de Marco Polo est interprété pour affirmer que l'ancêtre de la race Akhal-Teké proviendrait du célèbre cheval Bucéphale, ayant appartenu à Alexandre le Grand,,. Dancing Brave, un Pur-sang vainqueur du Prix de l'Arc de Triomphe en 1986, est présenté comme un Akhal-Teké par les Turkmènes. L'import massif d'Akhal-Teké vers l'Angleterre à la fin du XIXe siècle est vu comme une vérité indiscutable au Turkménistan, bien que l'on ignore quelles sont les sources d'une telle affirmation.

### Dans les arts
Nicola Jane Swinney, sans citer ses propres sources, estime que les premières représentations de l'Akhal-Teké remontent au IXe siècle av. J.-C.. Les Akhal-Tekés Aad (gris) et Sardar (alezan doré), présentés aux expositions universelles de la fin du XIXe siècle, ont été portraiturés, notamment par Nicolas Swertschkoff.

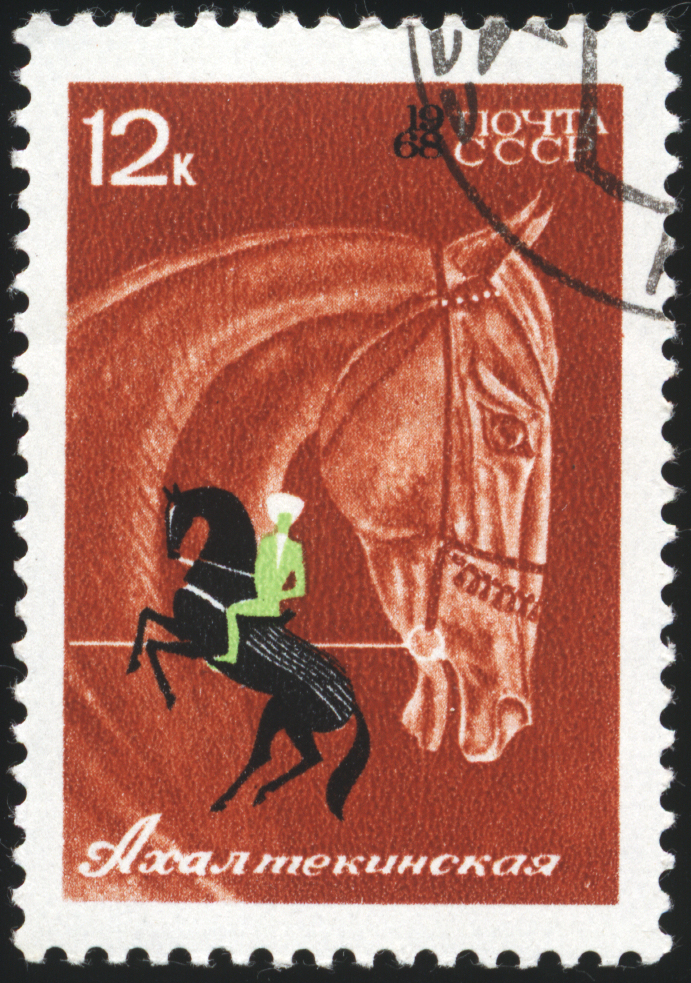
Timbre soviétique, 1968.
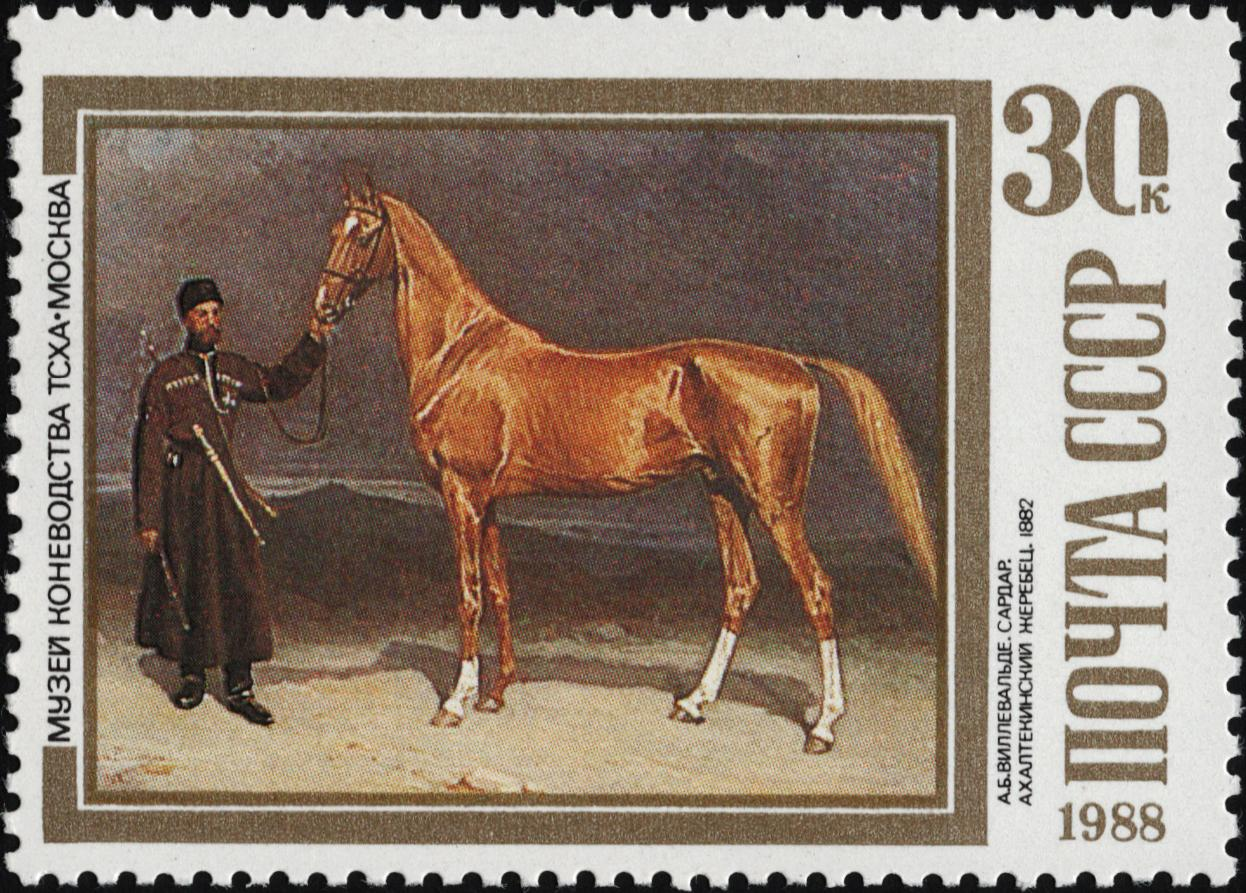
Timbre soviétique, 1988.
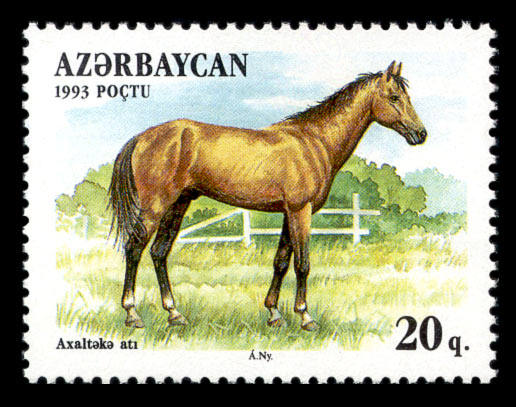
Timbre d'Azerbaïdjan, 1993.
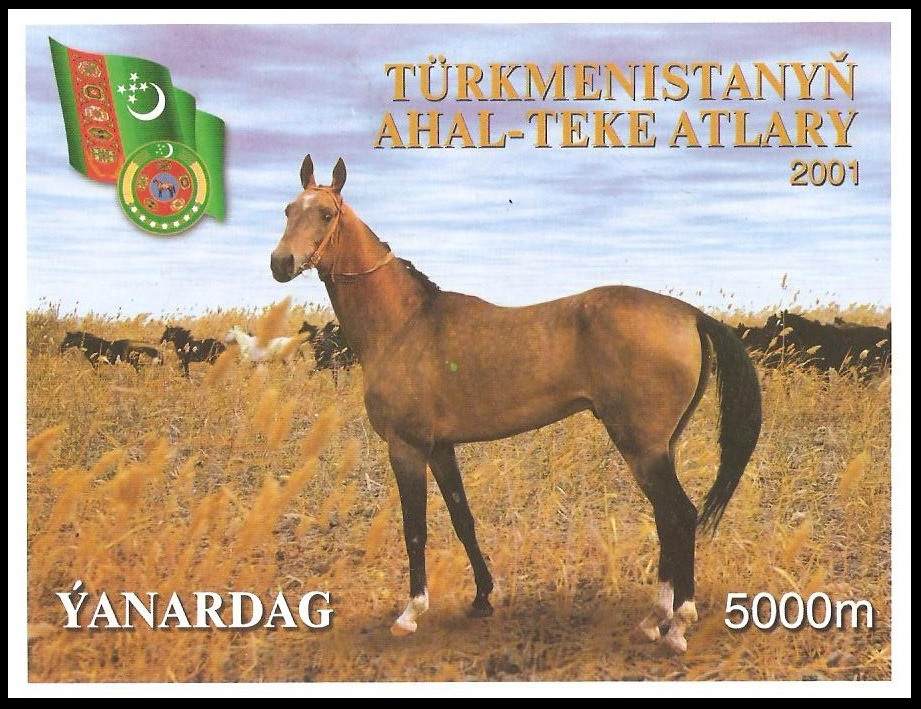
Timbre du Turkménistan, 2001.
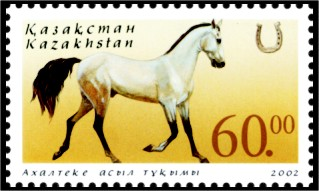
Timbre du Kazakhstan, 2002.
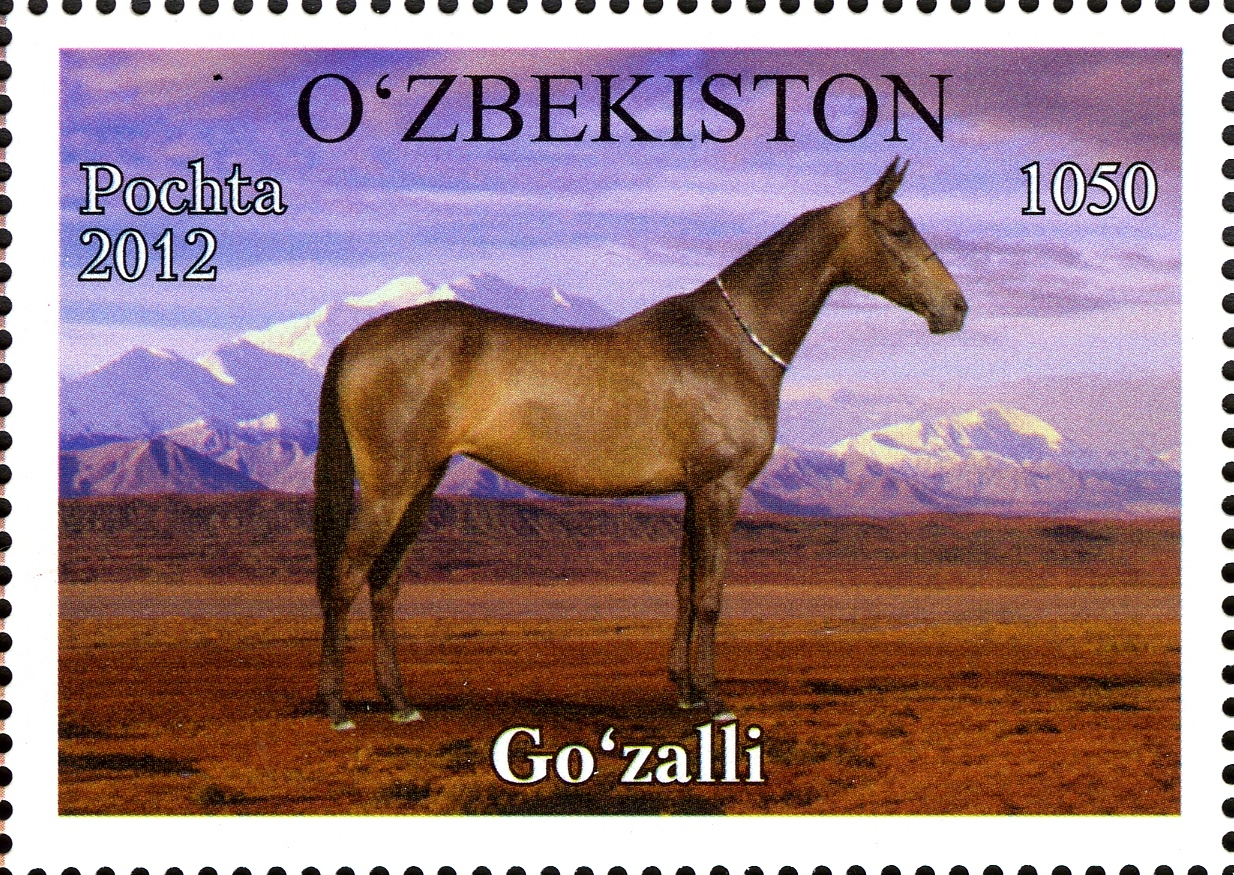
Timbre d'Ouzbékistan, 2012.

### Patrimoine culturel immatériel
« L'art de l'élevage du cheval Akhal-Teke et les traditions des ornements pour chevaux » est inscrit sur la liste représentative du patrimoine culturel immatériel de l'humanité par l'UNESCO en décembre 2023.